# Lista de producții Hanna-Barbera
Aceasta este o listă de producții Hanna-Barbera Productions (cunoscut și ca H-B Enterprises, H-B Production Co. și Hanna-Barbera Cartoons) care include seriale de televiziune, filme de lung metraj, scurtmetraje cinematografice și speciale, printre altele. Această listă nu include scurtmetrajele teatrale animate produse de William Hanna și Joseph Barbera la MGM. A se nota că unele seriale sau spin-off-uri pot fi listate de două ori. Producțiile Hanna-Barbera au câștigat opt Premii Emmy. Warner Bros. Animation a preluat funcțiile Hanna-Barbera de la moartea lui William Hanna în 2001.
Pentru lucrări ulterioare prezentând personaje Hanna-Barbera, vedeți Cartoon Network Studios, Warner Bros. Animation și Hanna-Barbera Studios Europe.
Cheie pentru mai jos: ♫ = Câștigător al Premiului Emmy

## Seriale de televiziune
| #         | Serial | Creator(i) / Dezvoltator(i) | Difuzare originală | Coproducție cu | Note | Episoade                                                                  | Include pistă de râs                                               | Canal original                                        |
| Anii 1950 | Anii 1950 | Anii 1950 | Anii 1950 | Anii 1950 | Anii 1950 | Anii 1950                                                                 | Anii 1950                                                          | Anii 1950                                             |
| --------- | --- | --- | --- | --- | --- | ------------------------------------------------------------------------- | ------------------------------------------------------------------ | ----------------------------------------------------- |
| 1         | The Ruff and Reddy Show | William Hanna Joseph Barbera | 1957–1960 | | | 156 de episoade                                                           | ❌                                                                 | NBC                                                   |
| 2         | The Huckleberry Hound Show - Hokey Wolf (1960–61) | William Hanna Joseph Barbera | 1958–1961♫ | - Ursul Yogi a fost desprins într-un serial propriu în 1960; Hokey Wolf i-a luat locul la acel timp. - Fiecare episod a conținut titluri de card de episod proiectate într-o manieră similară cu scurtmetrajele cinematografice. - Primul serial de animație care a câștigat un Premiu Emmy. | 68 de episoade | ❌                                                                        | Sindicalizare                                                      |                                                       |
| 3         | The Quick Draw McGraw Show - Snooper and Blabber | William Hanna Joseph Barbera | 1959–1961 | Fiecare episod a conținut titluri de card de episod proiectate într-o manieră similară cu scurtmetrajele cinematografice. | 45 de episoade | ❌                                                                        | Sindicalizare                                                      |                                                       |
| Anii 1960 | | | | | |                                                                           |                                                                    |                                                       |
| 4         | Familia Flintstone | William Hanna Joseph Barbera | 1960–1966 | | - Primul serial prime-time cu un format de sitcom 30 de minute din istoria televiziunii. - Prima sarcină din istoria animației cu Wilma Flintstone văzută în haine de maternitate. - Primul serial de animație care să folosească pistă de râs. | 166 de episode                                                            | ✔️                                                                 | ABC                                                   |
| 5         | The Yogi Bear Show - Yakky Doodle | William Hanna Joseph Barbera | 1961–1962 | - Spin-off al The Huckleberry Hound Show. - Fiecare episod a conținut titluri de card de episod proiectate într-o manieră similară cu scurtmetrajele cinematografice. | 33 de episoade | ❌                                                                        | Sindicalizare                                                      |                                                       |
| 6         | Super motanul | William Hanna Joseph Barbera | 1961–1962 | Serial prime-time. | 30 de episoade | ✔️                                                                        | ABC                                                                |                                                       |
| 7         | The Hanna-Barbera New Cartoon Series - Leul Lippy și Hardy Har Har | William Hanna Joseph Barbera | 1962–1963 | Serial de pachet. | 52 de episoade | ❌                                                                        | Sindicalizare                                                      |                                                       |
| 8         | Familia Jetson | William Hanna Joseph Barbera | 1962–1963; 1985–1987 | - Serial prime-time în timpul sezonului 1962–1963. - Episoade noi produse între 1985 și 1987. | 75 de episoade | 1962–1963: ✔️ 1985–1987: ❌                                               | ABC                                                                |                                                       |
| 9         | The Magilla Gorilla Show - Punkin' Puss & Mushmouse | William Hanna Joseph Barbera | 1964–1967 | Ricochet Rabbit & Droop-a-Long a fost mutat eventual la The Peter Potamus Show. | 31 de episoade | ❌                                                                        | Sindicalizare                                                      |                                                       |
| 10        | Jonny Quest | Doug Wildey | 1964–1965 | - Serial prime-time pe ABC. - Primul serial de animație de acțiune realizat în întregime în televiziunea americană. | 26 de episoade | ❌                                                                        | ABC                                                                |                                                       |
| 11        | The Peter Potamus Show - Yippee, Yappee and Yahooey | William Hanna Joseph Barbera | 1964–1966 | Breezly and Sneezly a fost eventual mutat la The Magilla Gorilla Show. | 27 de episoade | ❌                                                                        | Sindicalizare                                                      |                                                       |
| 12        | The Atom Ant/Secret Squirrel Show - Winsome Witch | | 1965–1967 | - Primul serial Hanna-Barbera creat pentru diminețile de sâmbătă. - Atom Ant a fost primul serial de supererou de la Hanna-Barbera. - Atom Ant, The Hillbilly Bears și Precious Pupp au fost difuzate mai târziu ca segmente în The Atom Ant Show și Secret Squirrel and Morocco Mole, Squiddly Diddly și Winsome Witch au fost difuzate mai târziu ca segmente în The Secret Squirrel Show. Toate cele șase segmente au fost difuzate în The Banana Splits Adventure Hour după ce a mers în sindicalizare. - Ambele seriale au fost desprinse separat în timpul celui de al doilea sezon al lor. | 26 de episoade (fiecare segment) | ❌                                                                        | NBC                                                                |                                                       |
| 13        | Sinbad Jr. and his Magic Belt | 1965–1966 | American International Television | - Adaptare animată a Sinbad marinarul. - Primul serial de animație produs de Hanna-Barbera bazat pe o proprietate preexistentă. | 102 episoade | ❌                                                                        | Sindicalizare                                                      |                                                       |
| 14        | Stan și Bran | 1966–1967 | Larry Harmon Pictures Wolper Productions | Adaptare animată a Stan și Bran. | 39 de episoade (156 de segmente) | ❌                                                                        | NBC                                                                |                                                       |
| 15        | Frankenstein Jr. and The Impossibles - The Impossibles | 1966–1968 | | The Impossibles a fost primul grup TV animat de rock and roll al Hanna-Barbera, cu doi ani înainte de The Archies și în același an ca The Beagles. | 18 episoade | ❌                                                                        | CBS                                                                |                                                       |
| 16        | Space Ghost and Dino Boy - Dino Boy in the Lost Valley | 1966–1968 | Alex Toth | | 20 de episoade | ❌                                                                        | CBS                                                                |                                                       |
| 17        | The Space Kidettes | William Hanna Joseph Barbera | 1966–1967 | În sindicalizare, episoadele au fost împerecheate cu Young Samson și difuzate ca The Space Kidettes and Young Samson. | 20 de episoade | ❌                                                                        | NBC                                                                |                                                       |
| 18        | We'll Take Manhattan | | 1967 | Pilot al unui serial de televiziune de comedie live-action pe NBC cu Dwayne Hickman și Ben Blue în rolurile principale care a fost difuzat doar pe 30 aprilie 1967. | | ❌                                                                        | NBC                                                                |                                                       |
| 19        | The Abbott and Costello Cartoon Show | Lee Orgel | 1967–1968 | RKO Pictures Company Jomar Productions | Adaptare animată a Abbott și Costello cu vocea lui Bud Abbott. | 39 de episoade (156 de scurtmetraje)                                      | ❌                                                                 | Sindicalizare                                         |
| 20        | Birdman and the Galaxy Trio - The Galaxy Trio | Alex Toth | 1967–1968 | | | 20 de episoade                                                            | ❌                                                                 | NBC                                                   |
| 21        | The Herculoids | Alex Toth | 1967–1968 | 18 episoade | ❌ | CBS                                                                       |                                                                    |                                                       |
| 22        | Shazzan | Alex Toth | 1967–1968 | 18 episoade | ❌ | CBS                                                                       |                                                                    |                                                       |
| 23        | Fantastic Four | | 1967–1970 | Marvel Comics | Bazat pe seria de benzi desenate cu același nume. | 20 de episoade                                                            | ❌                                                                 | ABC                                                   |
| 24        | Moby Dick and Mighty Mightor - Moby Dick | 1967–1969 | | Adaptare animată a Moby Dick. | 18 episoade | ❌                                                                        | CBS                                                                |                                                       |
| 25        | Samson & Goliath | William Hanna Joseph Barbera | 1967–1968 | - Difuzat ca Young Samson în 1968. - În sindicalizare, episoadele au fost împerecheate cu The Space Kidettes și difuzate ca The Space Kidettes and Young Samson. | 20 de episoade | ❌                                                                        | NBC                                                                |                                                       |
| 26        | The World: Color It Happy | | 1967 | Un pilot de televiziune nevândut. | | ❌                                                                        | N/A                                                                |                                                       |
| 27        | The Banana Splits Adventure Hour - Danger Island (live-action) | Hanna-Barbera | 1968–1970 | - Combinare de segmente live-action și animate. - Danger Island a fost exclusiv live-action. - The Banana Splits a fost live-action. - Arabian Knights a fost o versiune animată a lucrării cu același nume din literatura Orientului Mijlociu. - The Three Musketeers a fost o adaptare animată a romanului cu același nume de Alexandre Dumas. | 31 de episoade | ✔️ (Segmentele The Banana Splits)                                         | NBC                                                                |                                                       |
| 29        | The New Adventures of Huckleberry Finn | | 1968–1969 | - Primul serial live-action/animat în istoria televiziunii, și unul dintre cele mai scumpe la vremea sa. - Bazat pe romanul Aventurile lui Huckleberry Finn de Mark Twain. | 20 de episoade | ❌                                                                        | NBC                                                                |                                                       |
| 28        | The Adventures of Gulliver | Bazat pe romanul Călătoriile lui Gulliver de Jonathan Swift. | 1968–1969 | 17 episoade | ❌ | ABC                                                                       |                                                                    |                                                       |
| 30        | Curse Trăsnite | Heatter-Quigley Productions | 1968–1969 | Dezvoltat original ca o emisiune concurs. | 34 de episoade | ❌                                                                        | CBS                                                                |                                                       |
| 32        | Peripețiile Penelopei Pitstop | William Hanna Joseph Barbera | 1969–1970 | | Spin-off-uri ale Curse Trăsnite. | 17 episoade                                                               | CBS                                                                | ❌                                                    |
| 31        | Dastardly și Muttley în aparatele lor de zbor - Magnificul Muttley | William Hanna Joseph Barbera | 1969–1970 | ❌ | Spin-off-uri ale Curse Trăsnite. | 17 episoade                                                               | CBS                                                                |                                                       |
| 33        | Cattanooga Cats - Motormouse and Autocat | | 1969–1971 | | ❌ | 17 episoade                                                               | ABC                                                                |                                                       |
| 34        | Scooby-Doo, unde ești tu! | Joe Ruby Ken Spears William Hanna Joseph Barbera Fred Silverman Iwao Takamoto | 1969–1978 | Primul serial TV de animație de sâmbătă dimineață care să folosească pistă de râs. | 41 de episoade | ✔️                                                                        | CBS (sezoanele 1–2) ABC (sezonul 3)                                |                                                       |
| Anii 1970 | | | | | |                                                                           |                                                                    |                                                       |
| 35        | Where's Huddles? | | 1970 | | Serial prime-time. | 10 episoade                                                               | ✔️                                                                 | CBS                                                   |
| 36        | Harlem Globetrotters | 1970–1971 | CBS Productions | Bazat pe echipa expozițională de baschet cu același nume. | 22 de episoade | ✔️                                                                        |                                                                    | CBS                                                   |
| 37        | Josie și Pisicile | 1970–1971 | Dan DeCarlo Richard Goldwater Joe Ruby Ken Spears Bill Lutz Art Davis Brad Case | Radio Comics | Bazat pe seria de benzi desenate cu același nume. | 16 episoade                                                               | ✔️                                                                 | CBS                                                   |
| 38        | The Pebbles and Bamm-Bamm Show | | 1971–1972 | | Spin-off al Familia Flintstone. | 16 episoade                                                               | ✔️                                                                 | CBS                                                   |
| 39        | Ajutor! Vine trupa ursului Chică! | | 1971–1972 | ✔️ | | 16 episoade                                                               |                                                                    | CBS                                                   |
| 40        | The Funky Phantom | William Hanna Joseph Barbera | 1971–1972 | Air Programs International | Primul serial produs în Australia de Hanna-Barbera de API, care l-au cumpărat eventual. | 17 episoade                                                               | ✔️                                                                 | ABC                                                   |
| 41        | Duffy's Dozen | | 1971 | | Pitch de televiziune animat nevândut. |                                                                           | ❌                                                                 | N/A                                                   |
| 42        | The Amazing Chan and the Chan Clan | 1972 | Bazat pe seria de filme detectiv Charlie Chan. | 16 episoade | ✔️ | CBS                                                                       |                                                                    |                                                       |
| 43        | Wait Till Your Father Gets Home | R.S. Allen Harvey Bullock | 1972–1974 | Serial difuzat în premieră pe sindicalizare. | 48 de episoade | ✔️                                                                        | Sindicalizare                                                      |                                                       |
| 44        | The Flintstone Comedy Hour - The Bedrock Rockers | | 1972–1973 | - Difuzat în redifuzări ca The Flintstone Comedy Show în 1973–74. - Spin-off ale Familia Flintstone și The Pebbles and Bamm-Bamm Show. | 16 episoade | ✔️                                                                        | CBS                                                                |                                                       |
| 45        | The Roman Holidays | 1972 | | 13 episoade | ✔️ | NBC                                                                       |                                                                    |                                                       |
| 46        | Sealab 2020 | 1972 | Alex Toth | 15 episoade | ❌ | NBC                                                                       |                                                                    |                                                       |
| 47        | Noile filme cu Scooby-Doo | Joe Ruby Ken Spears | 1972–1974 | - Spin-off al Scooby-Doo, unde ești tu! - Primul serial care să aducă voci de celebrități săptămânal în diminețile de sâmbătă. | 24 episoade | ✔️                                                                        | CBS                                                                |                                                       |
| 48        | Josie and the Pussycats in Outer Space | Dan DeCarlo Richard Goldwater Joe Ruby Ken Spears Bill Lutz Art Davis Brad Case | 1972 | Spin-off al Josie și Pisicile. | 16 episoade | ✔️                                                                        | CBS                                                                |                                                       |
| 49        | Speed Buggy | William Hanna Joseph Barbera | 1973 | | 16 episoade | ✔️                                                                        | CBS                                                                |                                                       |
| 50        | Butch Cassidy and the Sundance Kids | | 1973 | 13 episoade | ❌ | NBC                                                                       |                                                                    |                                                       |
| 51        | Yogi's Gang | Serial crossover prezentând personaje din The Huckleberry Hound Show, The Quick Draw McGraw Show, The Yogi Bear Show, The Hanna-Barbera New Cartoon Series, The Magilla Gorilla Show, The Peter Potamus Show, The Atom Ant Show și The Secret Squirrel Show. | 1973 | 15 episoade | ✔️ | ABC                                                                       |                                                                    |                                                       |
| 52        | Super Friends | 1973–1974 | National Periodical Publications | Bazat pe personaje DC Comics. | 16 episoade | ABC                                                                       | ❌                                                                 |                                                       |
| 53        | Goober and the Ghost Chasers | 1973 | | Crossover cu The Partridge Family. | 16 episoade | ABC                                                                       | ✔️                                                                 |                                                       |
| 54        | Inch High, Private Eye | 1973 | | 13 episoade | ✔️ | NBC                                                                       |                                                                    |                                                       |
| 55        | Jeannie | 1973–1975 | Screen Gems | Adaptare animată a Visând la Jeannie | 16 episoade | ✔️                                                                        | CBS                                                                |                                                       |
| 56        | Familia Addams | Charles Addams David Levy | 1973 | | 16 episoade | - Adaptare animată a a serialului sitcom din anii 1960 cu același nume.   | ✔️                                                                 | NBC                                                   |
| 57        | Hong Kong Phooey | William Hanna Joseph Barbera | 1974 | | 16 episoade | ✔️                                                                        | ABC                                                                |                                                       |
| 58        | Devlin | | 1974 | ❌ | 16 episoade |                                                                           | ABC                                                                |                                                       |
| 59        | Partridge Family 2200 A.D. | 1974–1975 | Columbia Pictures Television | Adaptare animată a The Partridge Family. | 16 episoade | ✔️                                                                        | CBS                                                                |                                                       |
| 60        | These Are the Days | 1974–1975 | | | 16 episoade | ❌                                                                        | ABC                                                                |                                                       |
| 61        | Valley of the Dinosaurs | 1974 | ❌ | CBS | 16 episoade |                                                                           |                                                                    |                                                       |
| 62        | Wheelie and the Chopper Bunch | 1974–1975 | 13 episoade | ✔️ | NBC |                                                                           |                                                                    |                                                       |
| 63        | Korg: 70,000 B.C. | 1974–1975 | Fred Freiberger | Serial live-action. | 19 episoade | ❌                                                                        | ABC                                                                |                                                       |
| 64        | The New Tom & Jerry/Grape Ape/Mumbly Show - The Mumbly Cartoon Show (1976–77) | | 1975–1977 | MGM Television (The Tom & Jerry Show) | - Difuzat ca The New Tom and Jerry/Grape Ape Show (1975–76), The Tom and Jerry/Grape Ape/Mumbly Show (1976) și The Tom and Jerry/Mumbly Show (1976–77). - Bazat pe scurtmetrajele cinematografice Tom and Jerry. | 16 episoade (fiecare segment)                                             | ABC                                                                | The Tom & Jerry Show: ❌ The Great Grape Ape Show: ✔️ |
| 65        | The Scooby-Doo/Dynomutt Hour - Dynomutt, Dog Wonder | Joe Ruby Ken Spears | 1976-1977 | | Spin-off al Scooby-Doo, unde ești tu!. | 20 de episoade (fiecare segment)                                          | ABC                                                                | ✔️                                                    |
| 66        | Clue Club | | 1976–1977 | | 16 episoade | ❌                                                                        | CBS                                                                |                                                       |
| 67        | Jabberjaw | Joe Ruby Ken Spears | 1976 | ✔️ | 16 episoade | ABC                                                                       |                                                                    |                                                       |
| 68        | Taggart's Treasure | | 1976 | Pilot al unui serial TV live-action nerealizat produs în Australia, și difuzat doar pe ABC în Statele Unite pe 31 decembrie 1976. | | ABC                                                                       | ❌                                                                 |                                                       |
| 69        | Fred Flintstone and Friends - Yogi's Gang | 1977–1978 | Columbia Pictures Television Claster Television Productions | - Serial de pachet care include redifuzări ale The Flintstone Comedy Hour, Goober and the Ghost Chasers, Jeannie, Partridge Family 2200 A.D., The Pebbles and Bamm-Bamm Show și Yogi's Gang. - Spin-off al Familia Flintstone. | 95 de episoade | ✔️                                                                        | Sindicalizare                                                      |                                                       |
| 70        | Scooby's All-Star Laff-A-Lympics - The Blue Falcon and Dynomutt | 1977–1978 | Joe Ruby Ken Spears | | - Difuzat ca Scooby's All-Stars în sezonul 1978–1979. - Laff-A-Lympics este un serial crossover prezentând personaje din The Huckleberry Hound Show, The Quick Draw McGraw Show, Familia Flintstone, The Yogi Bear Show, The Hanna-Barbera New Cartoon Series, The Peter Potamus Show, The Atom Ant/Secret Squirrel Show, Scooby-Doo, Where Are You!/The Scooby-Doo Show, The Great Grape Ape Show, The Mumbly Cartoon Show, Dynomutt, Dog Wonder, Captain Caveman and the Teen Angels, Speed Buggy, Hong Kong Phooey, Jeannie și Jabberjaw. | 24 de episoade                                                            | Laff-A-Lympics: ❌                                                 | ABC                                                   |
| 71        | CB Bears - Undercover Elephant | 1977–1978 | William Hanna Joseph Barbera | - În sindicalizare, CB Bears a fost difuzat într-o versiune de jumătate de oră cu Blast-Off Buzzard și Posse Impossible. - În sindicalizare, Heyyy, It's the King! a fost de asemenea difuzat într-o versiune de jumătate de oră cu Shake, Rattle and Roll și Undercover Elephant. | 13 episoade (fiecare segment) | ❌                                                                        | NBC                                                                |                                                       |
| 72        | The Skatebirds - Mystery Island (live-action) | 1977–1978 | | - Serial live-action/animat. - The Robonic Stooges a fost o adaptare animată a The Three Stooges. - Woofer & Wimper a fost o versiune editată a Clue Club. | 16 episoade | ❌                                                                        | CBS                                                                |                                                       |
| 73        | The All-New Super Friends Hour - The Wonder Twins | 1977–1978 | Gil Kane | DC Comics | Spin-off al Super Friends. | 15 episoade                                                               | ❌                                                                 | ABC                                                   |
| 74        | The Beach Girls | | 1977 | | Pilot al unui serial TV live-action de comedie nerealizat cu Rita Wilson în rolul principal. |                                                                           | ❌                                                                 | N/A                                                   |
| 75        | The Hanna-Barbera Happy Hour | 1978 | Serial live-action prime-time de varietăți. | 5 episoade | ❌ | NBC                                                                       |                                                                    |                                                       |
| 76        | The Funny World of Fred and Bunni | 1978 | Pilot al unui serial live-action/animat prime-time de varietăți nerealizat cu Fred Travalena în rolul principal, și difuzat pe CBS pe 30 august 1978. | | ❌ | CBS                                                                       |                                                                    |                                                       |
| 77        | The All New Popeye Hour - Private Olive Oyl (1981–83) | 1978–1983 | King Features Syndicate | - Spin-off al desenelor cinematografice Popeye. - Difuzat ca The Popeye and Olive Comedy Show în sezonul 1981–1983. | 64 de episoade | CBS                                                                       | ❌                                                                 |                                                       |
| 78        | Yogi's Space Race - Buford and the Galloping Ghost - The Galloping Ghost | 1978 | | - Yogi's Space Race a fost un serial crossover prezentând personaje din The Huckleberry Hound Show, The Yogi Bear Show și Jabberjaw. - Galaxy Goof-Ups a fost un serial crossover prezentând personaje din The Huckleberry Hound Show și The Yogi Bear Show. | 13 episoade (fiecare serial) | ❌                                                                        | NBC                                                                |                                                       |
| 79        | Challenge of the Superfriends | 1978 | DC Comics | Spin-off al Super Friends | 16 episoade | ❌                                                                        | ABC                                                                |                                                       |
| 80        | The Godzilla Power Hour - Jana of the Jungle | Dick Robbins Duane Poole | 1978–1981 | Toho | Adaptare animată a Godzilla. | 26 de episoade (Godzilla), 13 episoade (Jana of the Jungle)               | ❌                                                                 | NBC                                                   |
| 81        | Go Go Globetrotters | | 1978 | | Redifuzări combinate la Harlem Globetrotters cu Space Ghost, The Herculoids și CB Bears |                                                                           | Space Ghost, The Herculoids și CB Bears:❌ Harlem Globetrotters:✔️ | NBC                                                   |
| 82        | The New Fred and Barney Show | 1979 | Spin-off al Familia Flintstone. | 17 episoade | ✔️ |                                                                           |                                                                    | NBC                                                   |
| 83        | Fred and Barney Meet the Thing - The Thing | 1979 | Marvel Comics (The Thing) | - Adaptare animată a personajului Marvel Comics The Thing. - Spin-off al Familia Flintstone. | 13 episoade. | The New Fred and Barney Show:✔️ The Thing:❌                              |                                                                    | NBC                                                   |
| 84        | Sergeant T.K. Yu | 1979 | | Pilot al unui serial TV live-action de crime nerealizat cu Johnny Yune în rolul principal, și difuzat pe NBC pe 24 ianuarie 1979. | | ❌                                                                        |                                                                    | NBC                                                   |
| 85        | America vs. the World | 1979 | Pilot al unui serial live-action TV nerealizat prezentat de Ed McMahon și Georgia Engel, și difuzat pe NBC pe 13 februarie 1979. | ❌ | |                                                                           |                                                                    | NBC                                                   |
| 86        | Casper and the Angels | 1979 | The Harvey Entertainment Company | Bazat pe Casper, fantoma prietenoasă, licențiat prin Harvey Comics. | 13 episoade | ✔️                                                                        |                                                                    | NBC                                                   |
| 87        | The New Shmoo | William Hanna Joseph Barbera Al Capp | 1979–1980 | | Adaptare animată a Shmoo din Lil' Abner. | 16 episoade                                                               | ❌                                                                 | NBC                                                   |
| 88        | The Super Globetrotters | | 1979 | Saperstein Productions | Spin-off al Harlem Globetrotters. | 13 episoade                                                               | ✔️                                                                 | NBC                                                   |
| 89        | Scooby-Doo și Scrappy-Doo | Joe Ruby Ken Spears Mark Evanier | 1979–1980 | | - Prima versiune a Scooby-Doo și Scrappy-Doo. - Spin-off al Scooby-Doo, unde ești tu!. | 16 episoade                                                               | ✔️                                                                 | ABC                                                   |
| 90        | The World's Greatest Super Friends | | 1979–1980 | DC Comics | Spin-off al Super Friends. | 8 episoade                                                                | ❌                                                                 | ABC                                                   |
| 91        | Fred and Barney Meet the Shmoo - The New Shmoo | 1979–1980 | | - Adaptare animată a Shmoo din Lil' Abner. - Spin-off al Familia Flintstone. - Ultimul serial de sâmbătă dimineața al Hanna-Barbera care să includă o pistă de râs. | | The New Fred and Barney Show:✔️ The New Shmoo:❌                          | NBC                                                                |                                                       |
| 92        | Amigo and Friends | 1979–1982 | Televisa | - Adaptare animată a starului de film mexican Cantinflas. - Cunoscut și ca Cantinflas y Sus Amigos în Spania. - Dublaj în engleză produs de Hanna-Barbera. | 52 de episoade | ❌                                                                        | Sindicalizare                                                      |                                                       |
| Anii 1980 | | | | | |                                                                           |                                                                    |                                                       |
| 93        | The B.B. Beegle Show | | 1980 | | Pilot al unui serial TV live-action/păpuși nerealizat cu Joyce DeWitt și Arte Johnson în rolurile principale, și a început difuzarea pe 7 ianuarie 1980, în sindicalizare. Pilotul a fost redifuzat de câteva ori în 1980. |                                                                           | ❌                                                                 | Sindicalizare                                         |
| 94        | Super Friends | 1980–1983 | DC Comics | Spin-off al Super Friends. | 22 de episoade | ❌                                                                        | ABC                                                                |                                                       |
| 95        | Drak Pack | 1980 | Southern Star | | 16 episoade | ❌                                                                        | CBS                                                                |                                                       |
| 96        | Hanna–Barbera's World of Super Adventure - Space Ghost and Dino Boy - Dino Boy in the Lost Valley | 1980–1984 | | Serial de pachet de redifuzare în sindicalizare prezentând Birdman and the Galaxy Trio, Fantastic Four, Frankenstein Jr. and The Impossibles, The Herculoids, Moby Dick and Mighty Mightor, Shazzan și Space Ghost and Dino Boy. | | ❌                                                                        | Sindicalizare                                                      |                                                       |
| 97        | The Flintstone Comedy Show - The Frankenstones | William Hanna Joseph Barbera | 1980–1982 | - Spin-off ale Familia Flintstone, The Pebbles and Bamm-Bamm Show, Căpitanul Cavernelor și The New Shmoo. | 18 episoade | ❌                                                                        | NBC                                                                |                                                       |
| 98        | The Fonz and the Happy Days Gang | Duane Poole Tom Swale | 1980–1981 | Paramount Television | Adaptare animată a Happy Days. | 24 de episoade                                                            | ❌                                                                 | ABC                                                   |
| 99        | The Richie Rich/Scooby-Doo Show - Richie Rich | Joe Ruby Ken Spears Mark Evanier Alfred Harvey Warren Kremer | 1980–1981 | The Harvey Entertainment Company (Richie Rich) | - Spin-off al Scooby-Doo și Scrappy-Doo. - Adaptare animată a seriei de benzi desenate Richie Rich. | 33 de episoade (Scooby-Doo and Scrappy-Doo), 41 de episoade (Richie Rich) | ❌                                                                 | ABC                                                   |
| 100       | Laverne & Shirley in the Army | Duane Poole Tom Swole | 1981–1982 | Paramount Television | Adaptare animată a Laverne & Shirley. | 13 episoade                                                               | ❌                                                                 | ABC                                                   |
| 101       | Space Stars - Space Stars Finale | | 1981–1982 | | | 11 episoade                                                               | ❌                                                                 | NBC                                                   |
| 102       | The Kwicky Koala Show - Dirty Dawg | Tex Avery | 1981 | Serialul a fost ultimul proiect animat al lui Avery înainte de moartea sa. | 16 episoade | ❌                                                                        | CBS                                                                |                                                       |
| 103       | Trollkins | | 1981–1982 | | 13 episoade | ❌                                                                        | CBS                                                                |                                                       |
| 104       | Ștrumfii - Johan and Peewit | Pierre "Peyo" Culliford | 1981–1989♫ | SEPP International S.A. (sezoanele 1–7) Lafig S.A. (sezoanele 8–9) | Bazat pe seria de benzi desenate cu același nume. | 256 de episoade                                                           | ❌                                                                 | NBC                                                   |
| 105       | Flintstone Frolics - The Frankenstones | William Hanna Joseph Barbera | 1982–1984 | | - Versiune de jumătate de oră reambalată a The Flintstone Comedy Show. - Spin-off al Familia Flintstone. |                                                                           | ❌                                                                 | NBC                                                   |
| 106       | The Pac-Man/Little Rascals/Richie Rich Show - Pac-Man | | 1982–1983 | Namco (Pac-Man) The Harvey Entertainment Company (Richie Rich) King World Productions (The Little Rascals) | - Adaptări animate ale Little Rascals și Pac-Man - Redifuzare a Richie Rich. | 13 episoade                                                               | ❌                                                                 | ABC                                                   |
| 107       | Mork & Mindy/Laverne & Shirley/Fonz Hour - Laverne & Shirley with The Fonz | 1982–1983 | Ruby-Spears Enterprises (Mork & Mindy) Paramount Television | - Spin-off ale The Fonz and the Happy Days Gang și Laverne & Shirley in the Army. - Adaptare animată a Mork & Mindy scrisă și dublată la Hanna-Barbera și animație produsă de Ruby-Spears. | 27 de episoade (Mork & Mindy), 8 episoade (Fonz/Laverne & Shirley) | ❌                                                                        |                                                                    | ABC                                                   |
| 108       | The Scooby & Scrappy-Doo/Puppy Hour - The Puppy's New Adventures | 1982 | Ruby-Spears Enterprises | - Spin-off al Scooby-Doo și Scrappy-Doo. - Personajul "Puppy" este bazat pe adaptarea animată de Ruby-Spears a The Puppy Who Wanted a Boy, care este la rândul său bazat pe cartea de Jane Thayer. - Hanna-Barbera a coprodus The Puppy's New Adventures cu Ruby-Spears în 1982; aceste segmente au fost difuzate mai târziu în 1983 ca The Puppy's Further Adventures, realizat doar de Ruby-Spears și fără Hanna-Barbera. | | ❌                                                                        |                                                                    | ABC                                                   |
| 109       | Jokebook | 1982 | | - Serial de compilație alcătuit în principal din material non-HB precum desene clasice și străine. - Ultimul serial TV produs de Hanna-Barbera care să conțină o pistă de râs. | 7 episoade | ✔️                                                                        | NBC                                                                |                                                       |
| 110       | Shirt Tales | 1982–1985 | Bazat pe personajele create de Janet Elizabeth Manco pentru felicitările Hallmark. | 23 de episoade | ❌ |                                                                           | NBC                                                                |                                                       |
| 111       | The Gary Coleman Show | 1982–1983 | Bazat pe filmul TV din 1982 The Kid with the Broken Halo cu Coleman în rolul principal. | 13 episoade | ❌ |                                                                           | NBC                                                                |                                                       |
| 112       | The Dukes | Ray Parker | 1983 | Warner Bros. Television | Adaptare animată a The Dukes of Hazzard. | 20 de episoade                                                            | ❌                                                                 | CBS                                                   |
| 113       | The Monchhichis/Little Rascals/Richie Rich Show - Monchhichis | | 1983–1984 | King World Productions (The Little Rascals) The Harvey Entertainment Company (Richie Rich) | Adaptare animată a Monchhichi. | 13 episoade                                                               | ❌                                                                 | ABC                                                   |
| 114       | The Pac-Man/Rubik, the Amazing Cube Hour - Rubik, the Amazing Cube | Namco (Pac-Man) Ruby-Spears Enterprises (Rubik, the Amazing Cube) | 1983–1984 | Adaptare animată a Cubului Rubik. | ❌ | 13 episoade                                                               |                                                                    | ABC                                                   |
| 115       | Noile desene cu Scooby-Doo și Scrappy-Doo - Noile mistere cu Scooby-Doo | Joe Ruby Ken Spears Tom Ruegger | 1983–1984 | | - Difuzat ca Noile mistere cu Scooby-Doo în sezonul 1984–1985. - Spin-off ale Scooby-Doo, unde ești tu! și Scooby-Doo și Scrappy-Doo. | 26 de episoade                                                            | ❌                                                                 | ABC                                                   |
| 116       | The Biskitts | | 1983–1984 | | 13 episoade | ❌                                                                        | CBS                                                                |                                                       |
| 117       | Lucky Luke | Morris | 1983 | Gaumont Lucky Comics Extrafilm Produktion | Bazat pe seria de benzi desenate cu același nume. | 26 de episoade                                                            | ❌                                                                 | Sindicalizare                                         |
| 118       | Benji, Zax & the Alien Prince | Len Janson Chuck Menville | 1983 | Mulberry Square Productions | Serial live-action bazat pe franciza de film creată de Joe Camp. | 13 episoade                                                               | ❌                                                                 | CBS                                                   |
| 119       | Going Bananas | Len Janson Chuck Menville | 1984 | | Serial live-action. | 12 episoade                                                               | ❌                                                                 | NBC                                                   |
| 120       | Snorks | Nic Broca | 1984–1989 | SEPP International S.A. | Bazat pe seria de benzi desenate cu același nume. | 65 de episoade                                                            | ❌                                                                 | NBC                                                   |
| 121       | Scary Scooby Funnies | | 1984–1985 | | Redifuzări reambalate din The Richie Rich/Scooby-Doo Show. |                                                                           | ❌                                                                 | ABC                                                   |
| 122       | Challenge of the GoBots | Tonka | 1984–1985 | Adaptare animată a GoBots. | 65 episoade | ❌                                                                        | Sindicalizare                                                      |                                                       |
| 123       | Pink Panther and Sons | Mirisch-Geoffrey-DePatie-Freleng MGM/UA Television | 1984–1985 | Spin-off al desenelor cinematografice Pantera Roz. | 26 de episoade | ❌                                                                        | NBC                                                                |                                                       |
| 124       | Super Friends: The Legendary Super Powers Show | DC Comics | 1984–1985 | Spin-off al Super Friends. | 8 episoade | ❌                                                                        | ABC                                                                |                                                       |
| 125       | Paw Paws | 1985–1986 | | | 21 episodes | ❌                                                                        | Sindicalizare                                                      |                                                       |
| 126       | Yogi și vânătoarea de comori | 1985–1988 | Serial crossover prezentând personaje din The Huckleberry Hound Show, The Quick Draw McGraw Show, The Yogi Bear Show, Super motanul, Curse Trăsnite, The Ruff and Reddy Show, The Hanna-Barbera New Cartoon Series, The Magilla Gorilla Show, The Peter Potamus Show, The Atom Ant Show, The Secret Squirrel Show, Jabberjaw și CB Bears. | 27 de episoade | ❌ |                                                                           | Sindicalizare                                                      |                                                       |
| 127       | Galtar and the Golden Lance | 1985–1986 | | 21 de episoade | ❌ |                                                                           | Sindicalizare                                                      |                                                       |
| 128       | The Super Powers Team: Galactic Guardians | E. Nelson Bridwell Carmine Infantino | 1985 | DC Comics | Spin-off al Super Friends. | 10 episoade                                                               | ❌                                                                 | ABC                                                   |
| 129       | The 13 Ghosts of Scooby-Doo | Tom Ruegger | 1985 | | Spin-off al Scooby-Doo, unde ești tu! și Scooby-Doo și Scrappy-Doo. | 13 episoade                                                               | ❌                                                                 | ABC                                                   |
| 130       | Scooby's Mystery Funhouse | | 1985–1986 | Redifuzări reambalate din The Richie Rich/Scooby-Doo Show, The Scooby & Scrappy-Doo/Puppy Hour și Noile desene cu Scooby-Doo și Scrappy-Doo. | | ❌                                                                        |                                                                    | ABC                                                   |
| 131       | The Berenstain Bears | Joe Cates | 1985–1987 | Southern Star | Adaptare animată a cărților de copii Berenstain Bears. | 52 de episoade                                                            | ❌                                                                 | CBS                                                   |
| 132       | CBS Storybreak | | 1985–1989 | Southern Star CBS Productions | | 26 de episoade                                                            | ❌                                                                 | CBS                                                   |
| 133       | The Funtastic World of Hanna-Barbera | 1985–1994 | | Bloc de programe live-action/animat sindicalizat prezentând o adunare superstar de desene Hanna-Barbera atât vechi cât și noi. | | ❌                                                                        | Sindicalizare                                                      |                                                       |
| 134       | Teen Wolf | 1986–1987 | Southern Star Clubhouse Pictures (sezonul 1) Atlantic/Kushner-Locke (sezonul 2) | Adaptare animată a filmului live-action din 1985 Teen Wolf. | 21 de episoade | ❌                                                                        | CBS                                                                |                                                       |
| 135       | The New Adventures of Jonny Quest | 1986–1987 | | Spin-off al Jonny Quest | 13 episoade | ❌                                                                        | Sindicalizare                                                      |                                                       |
| 136       | Pound Puppies | 1986–1988 | Adaptare animată a Pound Puppies. | 26 de episoade | ❌ | ABC                                                                       |                                                                    |                                                       |
| 137       | Copiii Flintstone - Captain Caveman and Son | 1986–1988 | William Hanna Joseph Barbera | Spin-off ale Familia Flintstone și Căpitanul Cavernelor. | 34 de episoade | ABC                                                                       | ❌                                                                 |                                                       |
| 138       | Foofur | 1986–1988 | Phil Mendez | SEPP International S.A. | | 26 de episoade                                                            | ❌                                                                 | NBC                                                   |
| 139       | Wildfire | Jeff Segal Kelly Ward | 1986 | Wang Film Productions Cuckoo's Nest Studio | 13 episoade | ❌                                                                        | CBS                                                                |                                                       |
| 140       | Sky Commanders | Jeff Segal | 1987 | Toei Animation | 13 episoade | Bazat pe linia de jucării de Kenner Toys Inc.                             | ❌                                                                 | Sindicalizare                                         |
| 141       | Popeye and Son | Jeff Segal Kelly Ward John Loy | 1987 | King Features Entertainment | 13 episoade | Spin-off al desenelor cinematografice Popeye.                             | ❌                                                                 | CBS                                                   |
| 142       | Skedaddle | William Hanna Joseph Barbera | 1988 | | Emisiune concurs live-action difuzat ca parte a The Funtastic World of Hanna-Barbera. |                                                                           | ❌                                                                 | Sindicalizare                                         |
| 143       | Un cățel numit Scooby-Doo | Tom Ruegger | 1988–1991 | Spin-off al Scooby-Doo, unde ești tu!. | 27 de episoade | ❌                                                                        | ABC                                                                |                                                       |
| 144       | The Completely Mental Misadventures of Ed Grimley | Colossal Pictures, Inc. | 1988 | SEPP International S.A. | Adaptare animată a personajului lui Martin Short Ed Grimley. | 13 episoade                                                               | ❌                                                                 | NBC                                                   |
| 145       | Aventurile ursului Yogi | | 1988 | | Spin-off al The Yogi Bear Show. | 45 de episoade                                                            | ❌                                                                 | Sindicalizare                                         |
| 146       | Fantastic Max | Judy Rothman Rofé Robin Lyons Mike Young | 1988–1990 | Booker PLC Kalisto Ltd. Tanaka Promotion Co., Ltd. (sezonul 2) | | 26 de episoade                                                            | ❌                                                                 | Sindicalizare                                         |
| 147       | The Further Adventures of SuperTed | David Alvarez | 1989 | S4C Siriol Animation | 13 de episoade | ❌                                                                        |                                                                    | Sindicalizare                                         |
| 148       | Ursulețul Paddington | | 1989–1990 | Central Independent Television | 13 de episoade | Adaptare animată a Ursulețul Paddington.                                  | ❌                                                                 | Sindicalizare                                         |
| Anii 1990 | | | | | |                                                                           |                                                                    |                                                       |
| 149       | Bill & Ted's Excellent Adventures | Gordon Kent | 1990 | Orion Television Entertainment Nelson Entertainment | - Sezonul 1. - Sezonul 2 a fost produs de DIC Enterprises. - Adaptare animată a Bill & Ted's Excellent Adventure. | 13 episoade                                                               | ❌                                                                 | CBS (sezonul 1) Fox (sezonul 2)                       |
| 150       | The Adventures of Don Coyote and Sancho Panda | | 1990–1991 | RAI - Radiotelevisione Italiana (RAIUNO) | Bazat pe romanul Don Quixote. | 26 de episoade                                                            | ❌                                                                 | Sindicalizare                                         |
| 152       | Tom și Jerry în copilărie - Tom și Jerry în copilărie - Droopy și Dripple - Spike și Tyke - Blast-Off Buzzard - Urfo & Buzz - Wildmouse - Slowpoke Antonio - Swampy Fox and the Gator Brothers - Bernie Bird - Kyle the Cat - Mouse Scouts - Calaboose Cal | 1990–1993 | Turner Entertainment Co. | Spin-off al desenelor cinematografice Tom and Jerry și Droopy. | 65 de episoade | ❌                                                                        | Fox                                                                |                                                       |
| 153       | Wake, Rattle, and Roll - Basement Tech - Monster Tails - Fender Bender 500 | David Kirschner | 1990–1991 | Four Point Entertainment | - Al patrulea și ultimul serial live-action/animat produs de Hanna-Barbera. - Segmentul Basement Tech este singurul în live-action. - Segmentul Fender Bender 500 este un spin-off al Curse Trăsnite, și de asemenea un crossover prezentând personaje din The Huckleberry Hound Show, The Quick Draw McGraw Show, The Yogi Bear Show, Super motanul, The Hanna-Barbera New Cartoon Series, The Magilla Gorilla Show, The Secret Squirrel Show și Curse Trăsnite.                                                                            | 50 de episoade                                                            | ❌                                                                 | Sindicalizare                                         |
| 154       | Gravedale High | David Kirschner Ernie Contreras Glenn Leopold | 1990 | NBC Productions | Serial de animație cu Rick Moranis în rolul principal. | 13 episoade                                                               | ❌                                                                 | NBC                                                   |
| 155       | Midnight Patrol: Adventures in the Dream Zone | Martin Powell Vivien Schrager-Powell | 1990 | Sleepy Kids PLC | Cunoscut ca Potsworth & Co. în afara SUA. | 13 episoade                                                               | ❌                                                                 | Sindicalizare                                         |
| 156       | Pirații apei negre | David Kirschner | 1991–1993 | | | 21 de episoade                                                            | ❌                                                                 | ABC                                                   |
| 157       | Yo Yogi! | William Hanna Joseph Barbera | 1991 | Serial crossover prezentând personaje din The Huckleberry Hound Show, The Quick Draw McGraw Show, The Yogi Bear Show, Super motanul, The Hanna-Barbera New Cartoon Series, The Magilla Gorilla Show, The Peter Potamus Show, The Atom Ant Show, The Secret Squirrel Show, Curse Trăsnite și CB Bears. | 13 episoade | ❌                                                                        | NBC                                                                |                                                       |
| 158       | Young Robin Hood | | 1991 | CINAR France Animation Antenne 2 | Bazat pe legenda lui Robin Hood. | 26 de episoade                                                            | ❌                                                                 | Sindicalizare                                         |
| 159       | Un detectiv sub apă | Jeanne Romano | 1992 | | - Serial prime-time. - Adaptare animată a benzii desenate cu același nume. | 6 episoade                                                                | ❌                                                                 | CBS                                                   |
| 160       | Capitol Critters | Nat Mauldin Steven Bochco Michael Wagner | 1992 | Steven Bochco Productions 20th Century Fox Television | Ultimul serial prime-time produs de Hanna-Barbera. | 13 episoade                                                               | ❌                                                                 | ABC                                                   |
| 161       | Familia Addams | | 1992–1993 | | - A doua adaptare animată a Familia Addams după versiunea din 1973. - Bazat pe filmul Familia Addams. | 21 de episoade                                                            | ❌                                                                 | ABC                                                   |
| 162       | Droopy Maestrul Detectiv - Droopy - Screwball Squirrel - Wild Mouse - Lightning Bolt the Super Squirrel | 1993 | Turner Entertainment Co. | Spin-off al desenelor cinematografice Droopy. | 13 episoade | ❌                                                                        | Fox                                                                |                                                       |
| 163       | The New Adventures of Captain Planet | Ted Turner Robert Larkin III Nicholas Boxer Thom Beers Andy Heyward Robby London Barbara Pyle Bob Forward Cassandra Schafhausen | 1993–1996 | | - Sezoanele 4–6. - Sezoanele 1–3 au fost produse de DIC Entertainment ca Captain Planet and the Planeteers. | 48 de episoade                                                            | ❌                                                                 | TBS                                                   |
| 164       | Doi câini proști - Doi câini proști - Super Secret Secret Squirrel | Donovan Cook | 1993–1995 | Super Secret Secret Squirrel este un reboot al The Secret Squirrel Show. | 26 de episoade | ❌                                                                        |                                                                    | TBS                                                   |
| 165       | Swat Kats | Christian Tremblay Yvon Tremblay Glenn Leopold Davis Doi | 1993–1995 | | 23 de episoade | ❌                                                                        |                                                                    | TBS                                                   |
| 166       | What a Cartoon! | Fred Seibert | 1995–1997 | 48 de episoade | ❌ | Cartoon Network                                                           |                                                                    |                                                       |
| 167       | Dumb and Dumber | | 1995–1996 | New Line Television | - Adaptare animată a Dumb and Dumber. - Ultimul serial Hanna-Barbera difuzat pe o rețea de televiziune. | 13 episoade                                                               | ❌                                                                 | ABC                                                   |
| 168       | Aventurile reale ale lui Jonny Quest | Peter Lawrence Takashi Masunaga | 1996–1997 | | - Spin-off al Jonny Quest. - Singurul serial Jonny Quest difuzat pe Cartoon Network. | 52 de episoade                                                            | ❌                                                                 | Cartoon Network                                       |
| 169       | Cave Kids | | 1996 | - Spin-off al Familia Flintstone. - Ultimul serial produs de Hanna-Barbera care a fost difuzat în sindicalizare. | 8 episoade | ❌                                                                        | Sindicalizare                                                      |                                                       |

### Cartoon Network Studios
Ca o divizie a Hanna-Barbera, pentru studioul independent vedeți Cartoon Network Studios.
| #         | Titlu                                                                                    | Creator(i) / Dezvoltator(i) | Difuzare originală | Note | Episoade                    | Canal original  |
| Anii 1990 | Anii 1990                                                                                | Anii 1990                   | Anii 1990          | Anii 1990 | Anii 1990                   | Anii 1990       |
| --------- | ---------------------------------------------------------------------------------------- | --------------------------- | ------------------ | --- | --------------------------- | --------------- |
| 170       | Laboratorul lui Dexter - Laboratorul lui Dexter - M pentru Maimuță - Prietenii Dreptății | Genndy Tartakovsky          | 1996–2003          | - Sezoanele 1–2. - Hanna-Barbera a produs sezonul 1 folosind "Cartoon Network Studios" ca o divizie doar cu numele. - Sezoanele 3–4 au fost produse de Cartoon Network Studios ca o entitate separată de fosta sa companie părinte. - Serialul a fost introdus ca scurtmetraje What a Cartoon!. - Toate serialele din acest punct au fost difuzate pe Cartoon Network. | 52 de episoade              | Cartoon Network |
| 171       | Johnny Bravo                                                                             | Van Partible                | 1997–2004          | - Sezoanele 1–3. - Sezonul 4 a fost produs de Cartoon Network Studios ca o entitate separată de fosta sa companie părinte. - Serialul a fost introdus ca scurtmetraje What a Cartoon!. | 52 de episoade              | Cartoon Network |
| 172       | Vaca și puiul - Vaca și puiul - Eu sunt Nevăstuică                                       | David Feiss                 | 1997–1999          | Serialul a fost introdus ca un scurtmetraj What a Cartoon!. | 52 de episoade              | Cartoon Network |
| 173       | Eu sunt Nevăstuică                                                                       | David Feiss                 | 1999               | Spin-off al Vaca și puiul. | 9 episoade (27 de segmente) | Cartoon Network |
| 174       | Fetițele Powerpuff                                                                       | Craig McCracken             | 1998–2005          | - Sezoanele 1–4. - Ultimul serial produs de Hanna-Barbera - Sezoanele 5–6 au fost produse de Cartoon Network Studios ca o entitate separată de fosta sa companie părinte. - Serialul a fost introdus ca scurtmetraje What a Cartoon!. | 49 de episoade              | Cartoon Network |

## Filme de televiziune și speciale

### The ABC Saturday Superstar Movie
Hanna-Barbera a produs următoarele filme de televiziune pentru The ABC Saturday Superstar Movie:
| Titlu                                 | Data difuzării          | Coproducție cu                                               | Note                                                                    |
| ------------------------------------- | ----------------------- | ------------------------------------------------------------ | ----------------------------------------------------------------------- |
| Yogi's Ark Lark                       | 16 septembrie 1972      |                                                              | Pilot pentru Yogi's Gang.                                               |
| Oliver and the Artful Dodger          | 21 și 28 octombrie 1972 | Continuare la Oliver Twist de Charles Dickens.               |                                                                         |
| The Adventures of Robin Hoodnik       | 4 noiembrie 1972        | - Bazat pe legenda lui Robin Hood. - Conține o pistă de râs. |                                                                         |
| Gidget Makes the Wrong Connection     | 18 noiembrie 1972       | Screen Gems                                                  | Bazat pe serialul sitcom live-action Gidget.                            |
| The Banana Splits in Hocus Pocus Park | 25 noiembrie 1972       |                                                              | - Prezentând personaje din The Banana Splits. - Conține o pistă de râs. |
| Tabitha and Adam and the Clown Family | 2 decembrie 1972        | Screen Gems                                                  | Bazat pe serialul sitcom live-action Ce vrăji a mai făcut nevasta mea.  |
| Lost in Space                         | 8 septembrie 1973       | 20th Century Fox Television                                  | Bazat pe serialul științifico-fantastic live-action Pierduți în spațiu. |

### ABC Afterschool Specials
Hanna-Barbera a produs următoarele filme de televiziune / speciale pentru seria ABC Afterschool Special:
| Episod                                    | Data difuzării    | Rezumat |
| ----------------------------------------- | ----------------- | --- |
| Last of the Curlews                       | 4 octombrie 1972  | Special de animație despre un tată și fiu care merg la vânătoare, și dezbat dacă să ucidă sau nu un curlew eschimos, care poate dispărea (și poate fi acum).♫                                     |
| Cyrano                                    | 6 martie 1974     | Special de animație despre Cyrano de Bergerac (vocea lui José Ferrer) care ajută un ofițer de armată să o atragă pe Roxanne (vocea lui Joan Van Ark), femeia pe care Cyrano însuși o iubește.     |
| The Runaways                              | 27 martie 1974    | Special live-action despre o fată adolescentă dintr-un oraș mic (Belinda Balaski) care face echipă cu un băiat mai tânăr dar mai înțelept pentru supraviețuire.                                   |
| The Crazy Comedy Concert                  | 5 iunie 1974      | Special live-action/animat (cu Tim Conway și Ruth Buzzi în rolurile principale) menit să educe tinerii despre muzica clasică.                                                                     |
| It Isn't Easy Being a Teenage Millionaire | 8 martie 1978     | Special live-action despre o fată de 14 ani (Victoria Paige Meyerink) care câștigă la loterie și crede că toate problemele ei s-au terminat, dar învață repede că problemele ei reale abia încep. |
| The Gymnast                               | 28 octombrie 1980 | Special live-action despre Ginny (Holly Gagnier), o gimnastă de 16 ani care este determinată să devină o atletă de talie mondială.                                                                |

### Famous Classic Tales
Divizia australiană a Hanna-Barbera a produs următoarele speciale de televiziune CBS pentru seria Famous Classic Tales:
| Titlu                             | Data difuzării     | Note                                                       |
| --------------------------------- | ------------------ | ---------------------------------------------------------- |
| Contele de Monte Cristo           | 23 septembrie 1973 | Bazat pe romanul cu același nume de Alexandre Dumas.       |
| Douăzeci de mii de leghe sub mări | 22 noiembrie 1973  | Based on the novel of the same name by Jules Verne         |
| The Three Musketeers              | 23 noiembrie 1973  | Bazat pe romanul cu același nume de Alexandre Dumas        |
| Ultimul mohican                   | 27 noiembrie 1975  | Bazat pe romanul cu același nume de James Fenimore Cooper. |
| Davy Crockett on the Mississippi  | 20 noiembrie 1976  | Bazat pe legenda lui Davy Crockett.                        |
| Cinci săptămâni în balon          | 24 noiembrie 1977  | Bazat pe romanul cu același nume de Jules Verne.           |
| Black Beauty                      | 28 octombrie 1978  | Bazat pe romanul cu același nume de Anna Sewell.           |
| Călătoriile lui Gulliver          | 18 noiembrie 1979  | Bazat pe romanul cu același nume de Jonathan Swift.        |
| Daniel Boone                      | 27 noiembrie 1981  | Bazat pe legenda lui Daniel Boone.                         |

### ABC Weekend Specials
Hanna-Barbera și divizia australiană a Hanna-Barbera au produs următoarele filme / speciale de televiziune pentru seria ABC Weekend Special:
| Titlu                                 | Data difuzării    | Note                                                              |
| ------------------------------------- | ----------------- | ----------------------------------------------------------------- |
| The Secret World of Og (partea 1)     | 30 aprilie 1983   | Bazat pe romanul cu același nume de Pierre Berton.                |
| The Secret World of Og (partea 2)     | 7 mai 1983        | Bazat pe romanul cu același nume de Pierre Berton.                |
| The Secret World of Og (partea 3)     | 14 mai 1983       | Bazat pe romanul cu același nume de Pierre Berton.                |
| The Amazing Bunjee Venture (partea 1) | 24 martie 1984    | Bazat pe romanul The Bunjee Venture de Stan McMurtry.             |
| The Amazing Bunjee Venture (partea 2) | 31 martie 1984    | Bazat pe romanul The Bunjee Venture de Stan McMurtry.             |
| The Return of the Bunjee (partea 1)   | 6 aprilie 1985    | Bazat pe romanul The Bunjee Venture de Stan McMurtry.             |
| The Return of the Bunjee (partea 2)   | 13 aprilie 1985   | Bazat pe romanul The Bunjee Venture de Stan McMurtry.             |
| The Velveteen Rabbit                  | 20 aprilie 1985   | Bazat pe cartea cu același nume de Margery Williams.              |
| Monster in My Pocket: The Big Scream  | 31 octombrie 1992 | Bazat pe linia de jucării creată de Morrison Entertainment Group. |

### Hanna-Barbera Superstars 10
Hanna-Barbera Superstars 10 a fost o serie de 10 filme de televiziune sindicalizate realizate din 1987 până în 1988 în conjuncție cu Worldvision Enterprises, prezentând unele dintre cele mai populare personaje Hanna-Barbera în aventuri de lung metraj. Toate cele 10 filme sunt disponibile pe VHS, DVD și Blu-ray.
| Titlu                                                | Data difuzării     |
| ---------------------------------------------------- | ------------------ |
| Evadarea lui Yogi                                    | 20 septembrie 1987 |
| Scooby-Doo îi cunoaște pe frații Boo                 | 18 octombrie 1987  |
| Familiile Jetson și Flintstone                       | 15 noiembrie 1987  |
| Yogi Bear and the Magical Flight of the Spruce Goose | 22 noiembrie 1987  |
| Top Cat și motanii din Beverly Hills                 | 20 martie 1988     |
| Bunul, răul și câinele Huckleberry                   | 6 mai 1988         |
| Rockin' Roll cu Judy Jetson                          | 18 septembrie 1988 |
| Scooby-Doo și Școala de Vampiri                      | 16 octombrie 1988  |
| Scooby-Doo și Vârcolacii Potrivnici                  | 13 noiembrie 1988  |
| Yogi and the Invasion of the Space Bears             | 20 noiembrie 1988  |

### The Flintstones Primetime Specials
Hanna-Barbera a produs următoarele speciale de televiziune NBC ca parte a The Flintstone Primetime Specials, penultima producție Hanna-Barbera în total să conțină pistă de râs și ultima producție Hanna-Barbera în total să conțină una produsă de studio, o readucere limitată în prime-time a Familia Flintstone:
| Titlu                               | Data difuzării     |
| ----------------------------------- | ------------------ |
| The Flintstones' New Neighbors      | 26 septembrie 1980 |
| The Flintstones: Fred's Final Fling | 7 noiembrie 1980   |
| The Flintstones: Wind-Up Wilma      | 4 octombrie 1981   |
| The Flintstones: Jogging Fever      | 11 octombrie 1981  |

### Speciale prime-timeȘtrumfii
Hanna-Barbera a produs și următoarele speciale de televiziune prime-time NBC bazate pe Ștrumfii:
| Titlu                         | Data difuzării    | Coproducție cu          |
| ----------------------------- | ----------------- | ----------------------- |
| Here Comes the Smurfs         | 19 iunie 1981     | SEPP International S.A. |
| The Smurfs Springtime Special | 8 aprilie 1982    | SEPP International S.A. |
| The Smurfs Christmas Special  | 12 decembrie 1982 | SEPP International S.A. |
| My Smurfy Valentine           | 13 februarie 1983 | SEPP International S.A. |
| The Smurfic Games             | 20 mai 1984       | SEPP International S.A. |
| Smurfily Ever After           | 13 februarie 1985 | SEPP International S.A. |
| 'Tis the Season to Be Smurfy  | 13 decembrie 1987 | SEPP International S.A. |

### Alte speciale și filme de televiziune animate
Hanna-Barbera a produs și următoarele speciale:
| Titlu                                                                         | Data difuzării     | Canal           | Coproducție cu                                     | Note |
| ----------------------------------------------------------------------------- | ------------------ | --------------- | -------------------------------------------------- | --- |
| Magilla Gorilla: Here Comes a Star                                            | 1963 sau 1964      | Sindicalizare   | Ideal Toy Corporation                              | Introducere la The Magilla Gorilla Show. |
| The World of Atom Ant and Secret Squirrel                                     | 12 septembrie 1965 | NBC             | Screen Gems                                        | Introducere la The Atom Ant/Secret Squirrel Show. |
| Alice in Wonderland or What's a Nice Kid Like You Doing in a Place Like This? | 30 martie 1966     | ABC             | Screen Gems                                        | Prezentând cameo-uri de Fred Flintstone și Barney Rubble. |
| Jack and the Beanstalk♫                                                       | 26 februarie 1967  | NBC             |                                                    | Live-action/animație. |
| The Thanksgiving That Almost Wasn't                                           | 21 noiembrie 1972  | Sindicalizare   | Avco Broadcasting Corporation                      | |
| A Christmas Story                                                             | 9 decembrie 1972   | Sindicalizare   | Avco Broadcasting Corporation                      | |
| The Flintstones on Ice                                                        | 11 februarie 1973  | CBS             |                                                    | Bazat pe Familia Flintstone. |
| Silent Night, Holy Night                                                      | 15 decembrie 1976  | Sindicalizare   |                                                    | |
| Yabba Dabba Doo! The Happy World of Hanna-Barbera                             | 24 noiembrie 1977  | CBS             |                                                    | Live-action/animație (prezentator: Gene Kelly). |
| A Flintstone Christmas                                                        | 7 decembrie 1977   | NBC             |                                                    | - Bazat pe Familia Flintstone. - Primul special de Crăciun care să conțină o pistă de râs. |
| Hanna-Barbera's All-Star Comedy Ice Revue                                     | 13 ianuarie 1978   | CBS             | deFaria Productions                                | - Live-action/animație (prezentatori: Roy Clark și Bonnie Franklin). - Bazat pe Familia Flintstone și prezentând personaje din The Yogi Bear Show, The Huckleberry Hound Show, The Quick Draw McGraw Show, The Hanna-Barbera New Cartoon Series, The Banana Splits, Jabberjaw, Hong Kong Phooey, Ajutor! Vine trupa ursului Chică! și The Skatebirds. |
| The Flintstones: Little Big League                                            | 6 aprilie 1978     | NBC             |                                                    | - Bazat pe Familia Flintstone. - Conține o pistă de râs. |
| The Popeye Show                                                               | 13 septembrie 1978 | CBS             | King Features Syndicate                            | Patru segmente din The All New Popeye Hour: "Spinach Fever", "Popeye Out West", "A Bad Knight for Popeye" și "Wilder Than Usual Blue Yonder". |
| The Popeye Valentine Special: Sweethearts at Sea                              | 14 februarie 1979  | CBS             | King Features Syndicate                            | Bazat pe The All New Popeye Hour. |
| The Hanna-Barbera Hall of Fame: Yabba Dabba Doo II                            | 12 octombrie 1979  | CBS             | Robert Guenette Productions                        | Live-action/animație (prezentator: Bill Bixby). |
| The Flintstones Meet Rockula and Frankenstone                                 | 30 octombrie 1979  | NBC             |                                                    | - Bazat pe Familia Flintstone. - Conține o pistă de râs. |
| Casper's Halloween Special                                                    | 30 octombrie 1979  | NBC             | The Harvey Entertainment Company                   | - Bazat pe Casper and the Angels - Conține o pistă de râs. |
| Casper's First Christmas                                                      | 18 decembrie 1979  | NBC             | The Harvey Entertainment Company                   | - Bazat pe Casper and the Angels și prezentând personaje din The Huckleberry Hound Show, The Quick Draw McGraw Show și The Yogi Bear Show. - Ultimul special de Crăciun care să conțină o pistă de râs. |
| Scooby-Doo merge la Hollywood                                                 | 23 decembrie 1979  | ABC             |                                                    | - Bazat pe Scooby-Doo, unde ești tu!. - Singurul film de televiziune Scooby-Doo care să conțină o pistă de râs. |
| The Harlem Globetrotters Meet Snow White                                      | 27 septembrie 1980 | NBC             | Saperstein Productions                             | - Bazat pe Harlem Globetrotters. - Difuzat original în patru segmente din Fred and Barney Meet the Shmoo. |
| Yogi's First Christmas                                                        | 21 noiembrie 1980  | Sindicalizare   |                                                    | Bazat pe The Yogi Bear Show și prezentând personaje din The Huckleberry Hound Show și The Quick Draw McGraw Show. |
| The Funtastic World of Hanna-Barbera Arena Show                               | 25 iunie 1981      | NBC             |                                                    | - Live action/animație (prezentator: Michael Landon). - Prezentând personaje din Familia Flintstone, The Yogi Bear Show, Familia Jetson, The Huckleberry Hound Show, Super motanul și Scooby-Doo, unde ești tu!. |
| Pac-Man Halloween Special                                                     | 30 octombrie 1982  | ABC             |                                                    | Bazat pe Pac-Man. |
| Christmas Comes to Pac-Land                                                   | 16 decembrie 1982  | ABC             |                                                    | Bazat pe Pac-Man. |
| Yogi Bear's All Star Comedy Christmas Caper                                   | 21 decembrie 1982  | CBS             |                                                    | Bazat pe The Yogi Bear Show și prezentând personaje din The Huckleberry Hound Show, The Quick Draw McGraw Show, Familia Flintstone, The Hanna-Barbera New Cartoon Series și The Magilla Gorilla Show. |
| The Daltons on the Loose                                                      | 1983               | Sindicalizare   | Gaumont                                            | Bazat pe Lucky Luke. |
| We Think the World Is Round                                                   | 1 octombrie 1984   | HBO             | Jellybean Productions Rainbow Seven Productions    | - Produs în anii 1970, dar nu a fost difuzat până în 1984. - Distribuit de Hanna-Barbera. |
| Pound Puppies                                                                 | 26 octombrie 1985  | Sindicalizare   | Tonka                                              | Bazat pe linia de jucării cu același nume. |
| Star Fairies                                                                  | 26 octombrie 1985  | Sindicalizare   | Tonka                                              | Bazat pe linia de jucării cu același nume. |
| The Flintstones' 25th Anniversary Celebration                                 | 20 mai 1986        | CBS             | Robert Guenette Productions                        | - Live action/animație (prezentatori: Tim Conway, Harvey Korman și Vanna White). - Bazat pe Familia Flintstone. |
| Rock Odyssey                                                                  | 13 iulie 1987      | ABC             |                                                    | |
| The Little Troll Prince                                                       | 27 noiembrie 1987  | Sindicalizare   |                                                    | |
| The Flintstone Kids' "Just Say No" Special                                    | 15 septembrie 1988 | ABC             |                                                    | Bazat pe Copiii Flintstone. |
| Hanna-Barbera's 50th: A Yabba Dabba Doo Celebration                           | 17 iulie 1989      | TNT             | Marshall Flaum Production                          | - Live-action/animație (prezentatori: Tony Danza și Annie Potts). - Prezentând personaje din Tom și Jerry, The Ruff and Reddy Show, The Huckleberry Hound Show, The Quick Draw McGraw Show, Familia Flintstone, The Yogi Bear Show, Super motanul, Familia Jetson, The Hanna-Barbera New Cartoon Series, The Magilla Gorilla Show, The Peter Potamus Show, The Atom Ant Show, The Secret Squirrel Show, The Impossibles, Curse Trăsnite, Scooby-Doo, unde ești tu!, Hong Kong Phooey și Ștrumfii - Include un aspect din culise al viitorului film Familia Jetson: Film. |
| Hägar the Horrible: Hägar Knows Best                                          | 1 noiembrie 1989   | CBS             | King Features Entertainment                        | |
| The Yum Yums: The Day Things Went Sour                                        | 7 aprilie 1990     | CBS             | Hallmark Cards                                     | |
| The Flintstones: A Page Right Out of History                                  | 21 martie 1991     | Direct-pe-video |                                                    | Documentar bazat pe Familia Flintstone. |
| The Last Halloween                                                            | 28 octombrie 1991  | CBS             | Pacific Data Images Industrial Light & Magic       | Live action/animație CGI. |
| I Yabba-Dabba Do!                                                             | 7 februarie 1993   | ABC             |                                                    | Bazat pe Familia Flintstone și The Pebbles and Bamm-Bamm Show. |
| Jonny's Golden Quest                                                          | 4 aprilie 1993     | USA Network     |                                                    | Bazat pe Jonny Quest. |
| The Halloween Tree                                                            | 30 octombrie 1993  | TBS             |                                                    | Bazat pe cartea cu același nume de Ray Bradbury. |
| The Town Santa Forgot                                                         | 3 decembrie 1993   | NBC             |                                                    | Bazat pe poemul “Jermey Creek” de Charmaine Severson. |
| Hollyrock-a-Bye Baby                                                          | 5 decembrie 1993   | ABC             |                                                    | Bazat pe Familia Flintstone și The Pebbles and Bamm-Bamm Show. |
| A Flintstone Family Christmas                                                 | 18 decembrie 1993  | ABC             |                                                    | Bazat pe Familia Flintstone. |
| Yogi the Easter Bear                                                          | 3 aprilie 1994     | Sndicalizare    |                                                    | Bazat pe The Yogi Bear Show. |
| The Flintstones: The Best of Bedrock                                          | 8 mai 1994         | Fox             |                                                    | Documentar bazat pe The Flintstones (prezentator: Rosie O'Donnell) Un salut la serialul original care include clipuri din serial și scene din filmul live-action. |
| Scooby-Doo în Nopțile Arabe                                                   | 3 septembrie 1994  | TBS             |                                                    | Bazat pe Scooby-Doo, unde ești tu!, The Yogi Bear Show și The Magilla Gorilla Show. |
| A Flintstones Christmas Carol                                                 | 21 noiembrie 1994  | Sindicalizare   |                                                    | Bazat pe Familia Flintstone și romanul de Charles Dickens Colind de Crăciun. |
| SWAT Kats: A Special Report                                                   | 6 ianuarie 1995    | TBS             |                                                    | |
| Daisy-Head Mayzie                                                             | 5 februarie 1995   | TNT             | Dr. Seuss Enterprises Tony Collingwood Productions | Bazat pe povestea cu același nume de Dr. Seuss. |
| Jonny Quest vs. The Cyber Insects                                             | 19 noiembrie 1995  | TNT             |                                                    | Bazat pe Jonny Quest. |
| Laboratorul lui Dexter: Ego Trip                                              | 10 decembrie 1999  | Cartoon Network |                                                    | - Bazat pe Laboratorul lui Dexter. - Ultimul film de televiziune produs de Hanna-Barbera. |

### Filme de televiziune și speciale live-action
| Titlu                                      | Data difuzării     | Coproducție cu                                 | Canal        | Note |
| ------------------------------------------ | ------------------ | ---------------------------------------------- | ------------ | --- |
| Hardcase                                   | 1 februarie 1972   |                                                | ABC          | - Film TV cu Clint Walker și Stefanie Powers în rolurile principale. - Primul film complet în live-action produs de Hanna-Barbera. |
| Shootout in a One-Dog Town                 | 9 ianuarie 1974    |                                                | ABC          | Film TV cu Richard Crenna, Stefanie Powers și Jack Elam în rolurile principale.                                                    |
| Smoganza                                   | 9 februarie 1975   | Environmental Protection Agency                | NBC          | |
| The Phantom Rebel                          | 13 aprilie 1976    |                                                | NBC          | Special TV cu Sandy McPeak în rolul principal difuzat ca parte a seriei NBC Special Treat.                                         |
| The Gathering                              | 4 decembrie 1977   |                                                | ABC          | Film TV cu Ed Asner și Maureen Stapleton în rolurile principale.                                                                   |
| The Beasts Are on the Streets              | 18 mai 1978        |                                                | NBC          | Film TV cu Carol Lynley, Billy Green Bush și Philip Michael Thomas în rolurile principale.                                         |
| KISS Meets the Phantom of the Park         | 28 octombrie 1978  | KISS/Aucoin Productions                        | NBC          | Film TV cu KISS, Anthony Zerbe și Deborah Ryan.                                                                                    |
| Legends of the Superheroes (partea 1)      | 18 ianuarie 1979   |                                                | NBC          | Special TV cu Adam West, Burt Ward și William Schallert în rolurile principale.                                                    |
| Legends of the Superheroes (partea 2)      | 25 ianuarie 1979   |                                                | NBC          | Special TV cu Adam West, Burt Ward și William Schallert în rolurile principale.                                                    |
| The Gathering, Part II                     | 17 decembrie 1979  |                                                | NBC          | Film TV cu Maureen Stapleton și Efrem Zimbalist Jr. în rolurile principale.                                                        |
| Belle Starr                                | 1 aprilie 1980     | Entheos Unlimited Productions                  | CBS          | Film TV cu Elizabeth Montgomery, Cliff Potts și Michael Cavanaugh în rolurile principale.                                          |
| The Great Gilly Hopkins                    | 9 ianuarie 1981    |                                                | CBS          | Special TV cu Tricia Cast și Conchata Ferrell în rolurile principale difuzat ca parte a seriei CBS Afternoon Playhouse.            |
| Deadline                                   | 2 iunie 1982       | New South Wales Film Corporation               | Nine Network | Film TV australian cu Barry Newman, Bill Kerr și Trisha Noble în rolurile principale.                                              |
| Return to Eden (partea 1)                  | 29 septembrie 1983 | McElroy & McElroy                              | Network Ten  | Miniserial TV australian cu Rebecca Gilling și James Reyne în rolurile principale.                                                 |
| Return to Eden (partea 2)                  | 6 octombrie 1983   | McElroy & McElroy                              | Network Ten  | Miniserial TV australian cu Rebecca Gilling și James Reyne în rolurile principale.                                                 |
| Return to Eden (partea 3)                  | 13 octombrie 1983  | McElroy & McElroy                              | Network Ten  | Miniserial TV australian cu Rebecca Gilling și James Reyne în rolurile principale.                                                 |
| Shark's Paradise                           | 13 martie 1986     | McElroy & McElroy                              | Network 10   | Film TV australian cu David Reyne și Sally Tayler în rolurile principale.                                                          |
| The Last Frontier (partea 1)               | 5 octombrie 1986   | McElroy & McElroy Taft Hardie Group            | Network 10   | Miniserial TV australian cu Linda Evans, Jack Thompson și Jason Robards în rolurile principale.                                    |
| The Last Frontier (partea 2)               | 7 octombrie 1986   | McElroy & McElroy Taft Hardie Group            | Network 10   | Miniserial TV australian cu Linda Evans, Jack Thompson și Jason Robards în rolurile principale.                                    |
| Stone Fox                                  | 30 martie 1987     | Allarcom Limited Taft Entertainment Television | NBC          | Film TV cu Buddy Ebsen, Joey Cramer și Belinda Montgomery în rolurile principale.                                                  |
| ...Where's Rodney?                         | 11 iunie 1990      | Aaron Spelling Productions                     | NBC          | - Pilot al unui serial TV live-action de comedie cu Rodney Dangerfield în rolul principal. - Produs ca Bedrock Productions.        |
| Poochinski                                 | 9 iulie 1990       | 20th Century Fox Television Adam Productions   | NBC          | - Pilot al unui serial TV live-action de comedie cu Peter Boyle în rolul principal. - Produs ca Bedrock Productions.               |
| The Dreamer of Oz: The L. Frank Baum Story | 10 decembrie 1990  | Spelling Entertainment Adam Productions        | NBC          | Produs ca Bedrock Productions. |

## Filme direct-pe-video

### The Greatest Adventure: Stories from the Bible
The Greatest Adventure: Stories from the Bible a fost o serie de filme de animație despre trei tineri aventurieri—Derek, Margo și Moki—care călătoresc înapoi în timp să privească evenimente biblice care iau loc. Treisprezece casete video au fost lansate între 1985 și 1992.
| Titlu                            | An   | Distribuire               |
| -------------------------------- | ---- | ------------------------- |
| Moses                            | 1986 | Worldvision Home Video    |
| Noah's Ark                       | 1986 | Worldvision Home Video    |
| David and Goliath                | 1986 | Worldvision Home Video    |
| Daniel and the Lion's Den        | 1986 | Worldvision Home Video    |
| Joshua and the Battle of Jericho | 1986 | Worldvision Home Video    |
| Samson and Delilah               | 1986 | Worldvision Home Video    |
| The Nativity                     | 1987 | Worldvision Home Video    |
| The Creation                     | 1988 | Worldvision Home Video    |
| The Easter Story                 | 1989 | Hanna-Barbera Home Video  |
| Joseph and His Brothers          | 1990 | Hanna-Barbera Home Video  |
| The Miracles of Jesus            | 1991 | Hanna-Barbera Home Video  |
| Jonah                            | 1992 | Turner Home Entertainment |
| Queen Esther                     | 1992 | Turner Home Entertainment |

### Timeless Tales from Hallmark
Timeless Tales from Hallmark (coprodus cu Hallmark Cards) a fost o serie de filme live-action/animație prezentate de Olivia Newton-John care a introdus fiecare poveste urmată de un mesaj de mediu. Opt casete video au fost lansate între 1990 și 1991.
| Titlu                       | An   | Distribuire              |
| --------------------------- | ---- | ------------------------ |
| Rapunzel                    | 1990 | Hanna-Barbera Home Video |
| The Emperor's New Clothes   | 1990 | Hanna-Barbera Home Video |
| Thumbelina                  | 1990 | Hanna-Barbera Home Video |
| The Ugly Duckling           | 1990 | Hanna-Barbera Home Video |
| The Elves and the Shoemaker | 1990 | Hanna-Barbera Home Video |
| Rumpelstiltzkin             | 1990 | Hanna-Barbera Home Video |
| Puss in Boots               | 1991 | Hanna-Barbera Home Video |
| The Steadfast Tin Soldier   | 1991 | Hanna-Barbera Home Video |

### Scooby-Doo
Hanna-Barbera a fost creditat ca singura companie de producție din spatele primelor patru filme. Deși a devenit doar cu numele după 2001, logo-ul de producție din anii 1960–1970 al Hanna-Barbera a fost încă folosit pentru următoarele filme direct-pe-video Scooby-Doo după Scooby-Doo și Vânătoarea de Viruși până la Scooby-Doo și Sabia Samuraiului. Primul, al treilea și al patrulea au fost dedicate către Don Messick, Mary Kay Bergman și William Hanna, respectiv.
| Titlu                                   | An   | Distribuire       |
| --------------------------------------- | ---- | ----------------- |
| Scooby-Doo pe Insula Zombie             | 1998 | Warner Home Video |
| Scooby-Doo și Fantoma Vrăjitoarei       | 1999 | Warner Home Video |
| Scooby-Doo și Invadatorii Extratereștri | 2000 | Warner Home Video |
| Scooby-Doo și Vânătoarea de Viruși      | 2001 | Warner Home Video |

## Scurtmetraje cinematografice
| Titlu         | An        | Distribuire       | Note                                |
| ------------- | --------- | ----------------- | ----------------------------------- |
| Loopy De Loop | 1959–1965 | Columbia Pictures | 48 de scurtmetraje cinematografice. |

## Filme cinematografice
| Titlu                                           | Data lansării     | Coproducție cu          | Distribuire                     | Note        |
| ----------------------------------------------- | ----------------- | ----------------------- | ------------------------------- | ----------- |
| Hey There, It's Yogi Bear!                      | 3 iunie 1964      |                         | Columbia Pictures               | Animație    |
| Omul numit Flintstone                           | 3 august 1966     |                         | Columbia Pictures               | Animație    |
| Miracolul prieteniei                            | 1 martie 1973     | Sagittarius Productions | Paramount Pictures              | Animație    |
| Baxter!                                         | 4 martie 1973     | Anglo-EMI / Group W     | National General Pictures       | Live-action |
| C.H.O.M.P.S.                                    | 21 decembrie 1979 |                         | American International Pictures | Live-action |
| Heidi's Song                                    | 19 noiembrie 1982 |                         | Paramount Pictures              | Animație    |
| GoBots: Battle of the Rock Lords                | 21 martie 1986    | Tonka                   | Clubhouse Pictures              | Animație    |
| Ultraman: The Adventure Begins                  | 12 octombrie 1987 | Tsuburaya Productions   | Toho                            | Animație    |
| Familia Jetson: Filmul                          | 6 iulie 1990      |                         | Universal Pictures              | Animație    |
| Once Upon a Forest                              | 18 iunie 1993     | HTV Cymru/Wales         | 20th Century Fox                | Animație    |
| Familia Flintstone: Aventuri în Epoca de Piatră | 27 mai 1994       | Amblin Entertainment    | Universal Pictures              | Live-action |
| Familia Flintstone în Viva Rock Vegas           | 28 aprilie 2000   | Amblin Entertainment    | Universal Pictures              | Live-action |

Notă: Divizia Hanna-Barbera Feature a fost desprinsă în Turner Feature Animation după ce compania a fost achiziționată de Ted Turner.

## Alte lucrări

### Reclame
| Titlu                          | An                  | Coproducție cu              | Note |
| ------------------------------ | ------------------- | --------------------------- | --- |
| Post Cereals                   | 1957                |                             | Prezentând Ruff and Reddy.                                                                                       |
| Corn Flakes                    | 1958–1966           |                             | Prezentând personaje din The Huckleberry Hound Show, Super motanul, The Yogi Bear Show și Cornelius the Rooster. |
| Sugar Stars                    | 1959                |                             | Prezentând The Huckleberry Hound Show.                                                                           |
| Rice Krispies                  | 1959                |                             | Prezentând personaje din The Quick Draw McGraw Show.                                                             |
| Sugar Smacks                   | 1959–1960           |                             | Prezentând personaje din The Huckleberry Hound Show și The Quick Draw McGraw Show.                               |
| Winston Cigarettes             | 1960–1961           |                             | Prezentând Familia Flintstone.                                                                                   |
| Raisin Bran                    | 1960–1964 Anii 1970 |                             | Prezentând Pixie și Dixie și Dr. Jinks.                                                                          |
| Kellogg's Snack-Pak            | 1961                |                             | Prezentând Quick Draw McGraw.                                                                                    |
| Kellogg's OK's                 | 1961–1962           |                             | Prezentând Ursul Yogi.                                                                                           |
| Special K                      | 1961                |                             | Prezentând Yogi Bear.                                                                                            |
| Cocoa Krispies                 | 1961–1962           |                             | Prezentând Snagglepuss.                                                                                          |
| Welch's                        | 1963–1966           |                             | Prezentând The Flintstones                                                                                       |
| PF Flyers                      | 1964                |                             | Prezentând Jonny Quest                                                                                           |
| Rexall                         | 1966                |                             | Prezentând Alice in Wonderland or What's a Nice Kid like You Doing in a Place like This?.                        |
| Lion Oil                       | Anii 1960           |                             | |
| Busch Advertising              | 1967                | Gardner Advertising Company | Film de comerț pentru bere Busch, prezentând Familia Flintstone.                                                 |
| Carnation Instant Breakfast    | 1967                |                             | |
| Dodge                          | 1967–1968           |                             | |
| American Cancer Society        | 1968                |                             | Prezentând Familia Flintstone și Ursul Yogi.                                                                     |
| More Than Ever Before          | 1968                | American Heart Association  | Prezentând pe Ursul Yogi.                                                                                        |
| Chex                           | 1968                |                             | |
| Flintstones Vitamins           | 1968–1974           |                             | Prezentând Familia Flintstone.                                                                                   |
| Philip Morris USA              | Anii 1960           |                             | |
| Frosted Flakes                 | 1969                |                             | Prezentând personaje din Dastardly și Muttley în aparatele lor de zbor.                                          |
| Keebler                        | 1969                |                             | |
| Fanta                          | 1969                |                             | |
| National Brewing Company       | 1969–1972           |                             | Numeroase reclame.                                                                                               |
| American Heart Foundation      | 1969                |                             | |
| Anti-Drug PSA                  | 1969                |                             | |
| Aurora Plastics Corporation    | 1970                |                             | Prezentând Familia Flintstone.                                                                                   |
| Froot Loops                    | Anii 1970           |                             | |
| Pebbles Cereal                 | 1971–2001           |                             | Prezentând Familia Flintstone. Majoritatea reclamelor au fost animate de alte studiouri.                         |
| Kings Island                   | 1972                |                             | Prezentând Familia Flintstone, The Banana Splits, Yogi Bear și Scooby-Doo.                                       |
| Bali-Hai Wine                  | 1972                |                             | |
| Girls Clubs of America         | 1973                |                             | Prezentând distribuția din Butch Cassidy and the Sundance Kids.                                                  |
| Arthur Treacher's Fish & Chips | 1974                |                             | Prezentând Familia Flintstone.                                                                                   |
| Flan Dane                      | 1975                |                             | Prezentând pe Tom and Jerry.                                                                                     |
| Dr. Pepper                     | 1979                |                             | Prezentând pe Popeye și Fred Flintstone.                                                                         |
| Living a Healthy Lifestyle     | 1981                |                             | Prezentând pe Ursul Yogi și Boo-Boo Bear.                                                                        |
| Smurf Berry Crunch             | 1983                |                             | Prezentând Ștrumfii.                                                                                             |
| Shriners Hospital              | 1984                |                             | Prezentând The Flintstones.                                                                                      |
| Jetsons Cereal                 | 1990                |                             | Prezentând Familia Jetson.                                                                                       |
| Cartoon Network                | 1997–2000           |                             | ID-uri de rețea cu proprietăți Hanna-Barbera.                                                                    |

### Titluri și secvențe
| Titlu                            | An   | Coproducție cu                             | Note |
| -------------------------------- | ---- | ------------------------------------------ | --- |
| Ce vrăji a mai făcut nevasta mea | 1964 | Screen Gems                                | A furnizat generice de început și sfârșit de animație. |
| Project X                        | 1968 | Paramount Pictures                         | A furnizat secvențe de animație. |
| Love, American Style             | 1972 | Paramount Television                       | Episodul "Love and the Old-Fashioned Father" (pilot pentru Wait Till Your Father Gets Home) și episodul "Love and the Private Eye" (pilot nevândut pentru Melvin Danger, Private Eye). |
| Peter Puck                       | 1973 | NBC                                        | Deținut în prezent de Brian McFarlane. |
| That's Entertainment, Part II    | 1976 | Metro-Goldwyn-Mayer                        | A furnizat secvențe de animație. |
| Whew!                            | 1979 | Jay Wolpert Productions                    | A furnizat secvența de început de animație. |
| Popeye                           | 1980 | Paramount Pictures Walt Disney Productions | A furnizat secvența de început de animație. |

Filme industriale și de recrutare
| Titlu                                    | An   | Coproducție                        | Note                                                                   |
| ---------------------------------------- | ---- | ---------------------------------- | ---------------------------------------------------------------------- |
| The Story of Dr. Lister                  | 1964 |                                    | Film industrial produs pentru Warner–Lambert.                          |
| Mr. Leaf                                 | 1964 |                                    | Film industrial produs pentru National Association of Tobacco.         |
| Of Mutual Interest                       | 1964 |                                    | Film industrial produs pentru Investment Company Institute.            |
| Your Voice is Showing                    | 1965 |                                    | Film industrial produs pentru GTE.                                     |
| More Than a Manager                      | 1965 |                                    | Film industrial produs pentru Bank of America.                         |
| Cost Reduction is a Money-Splendid Thing | 1965 |                                    | Film industrial produs pentru Army Pictorial Service.                  |
| Better Odds for a Longer Life            | 1966 |                                    | Film industrial produs pentru American Heart Association.              |
| Another Language                         | 1966 |                                    | Film industrial produs pentru American Cancer Society.                 |
| Time for Decision                        | 1966 |                                    | Film industrial produs pentru AT&T.                                    |
| Wings of Tomorrow                        | 1966 |                                    | Film industrial produs pentru Boeing.                                  |
| The Incredible Voyage of Mark O'Gulliver | 1967 |                                    | Film industrial produs pentru U.S. Chamber of Commerce.                |
| Seven Steps                              | 1969 |                                    | Film industrial produs pentru Standard Oil.                            |
| Phil's Paradise                          | 1970 |                                    | Film industrial produs pentru State Farm.                              |
| Get On with Hamm's                       | 1970 |                                    | Serie de instruire în vânzări produsă pentru Hamm's Brewery.           |
| The Picture Phone                        | 1970 |                                    | Film industrial produs pentru Western Electric.                        |
| Training Films                           | 1970 |                                    | Produs pentru Trans World Airlines.                                    |
| Our Marketing System                     | 1971 |                                    | Film industrial produs pentru U.S. Chamber of Commerce.                |
| Drugs and the Law                        | 1971 |                                    | Film industrial produs pentru Institutul Național de Sănătate Mintală. |
| Mobile Tie Down                          | 1971 |                                    | Film industrial produs pentru State Farm.                              |
| This is G.M.                             | 1971 |                                    | Film industrial produs pentru General Motors.                          |
| Dear Mr. President                       | 1971 |                                    | Film industrial produs pentru United States Information Agency.        |
| Time & Time Again                        | 1972 |                                    | Film industrial produs pentru Timken Roller Bearing Company.           |
| Fare Well                                | 1972 |                                    | Film industrial produs pentru State Farm.                              |
| Economic Understanding                   | 1972 |                                    | Film industrial produs pentru U.S. Chamber of Commerce.                |
| World of Motion                          | 1973 |                                    | Film industrial produs pentru General Motors.                          |
| Energy Dilemma                           | 1973 |                                    | Film industrial produs pentru Amoco Oil Company.                       |
| Popcorn                                  | 1974 |                                    | Film de recrutare produs pentru Air Force Reserve.                     |
| Freedom 2000                             | 1974 |                                    | Film industrial produs pentru U.S. Chamber of Commerce.                |
| Two Breaths to...?                       | 1979 | United States Department of Energy | Film industrial produs pentru Westinghouse Hanford Company.            |

### Filme educative
| Titlu                                        | An        | Coproducție cu                         | Note |
| -------------------------------------------- | --------- | -------------------------------------- | --- |
| A is for Astronaut                           | 1969      | Harper & Row                           | |
| Projections in Learning                      | 1969      | Harper & Row                           | |
| New Dimensions in English                    | 1969      | Harper & Row                           | |
| A Look at Chemical Change                    | 1969      | McGraw-Hill Book Company               | |
| Observing & Describing                       | 1969      | McGraw-Hill Book Company               | |
| Time Measure                                 | 1969      | McGraw-Hill Book Company               | |
| Classifying                                  | 1969      | McGraw-Hill Book Company               | |
| Weight Measure                               | 1969      | McGraw-Hill Book Company               | |
| Experimenting                                | 1969      | McGraw-Hill Book Company               | |
| Science Series                               | 1970      | Harper & Row                           | |
| The Drug Scene                               | 1970      | Los Angeles County Medical Association | |
| The Day I Died                               | 1970      | Los Angeles County Medical Association | |
| Choice                                       | 1970      | Los Angeles County Medical Association | |
| Focus on Heroine                             | 1970      | Los Angeles County Medical Association | |
| Early Civilizations of the Non-Western World | 1970      | Audio Visual International             | |
| Snowmobile Safety Savvy                      | 1974      | John Deere                             | |
| The Flintstones: Library Skills Series       | 1976      | Xerox Films                            | Prezentând personaje din Familia Flintstone. |
| Energy: A National Issue                     | 1977      |                                        | Prezentând personaje din Familia Flintstone și produs pentru Georgetown University Center for Strategic and International Studies.                                                            |
| Hanna-Barbera Educational Filmstrips         | 1977–1980 | Barr Films                             | Prezentând personaje din The Yogi Bear Show, Familia Flintstone, Familia Jetson, Scooby-Doo, unde ești tu!, The Banana Splits, Cattanooga Cats și Jabberjaw.                                  |
| Learning Tree Filmstrip Set                  | 1981–1982 |                                        | Prezentând personaje din The Huckleberry Hound Show, The Yogi Bear Show, Familia Flintstone, Familia Jetson, Scooby-Doo, unde ești tu! și The Banana Splits.                                  |
| Earthquake Preparedness                      | 1984      |                                        | Prezentând pe Ursul Yogi și produs pentru City of Los Angeles Earthquake Preparedness Program.                                                                                                |
| D.A.R.E. Bear Yogi                           | 1989      | D.A.R.E. America                       | Prezentând pe Ursul Yogi și personaje din The Quick Draw McGraw Show, The Jetsons, Scooby-Doo, unde ești tu! și Copiii Flintstone și produs pentru programul Drug Abuse Resistance Education. |
| Meena, Count Your Chickens                   | 1992      | UNICEF Fil-Cartoons                    | |

### Scurtmetraje de televiziune
| Titlu                                                                                         | Creator(i)       | An   | Coproducție cu                            | Note |
| --------------------------------------------------------------------------------------------- | ---------------- | ---- | ----------------------------------------- | --- |
| The Chicken from Outer Space                                                                  | John R. Dilworth | 1996 | Stretch Films Cartoon Network Productions | Nominalizat pentru un Premiu Oscar. Pilot la Curaj, câinele cel fricos. |
| Kenny and the Chimp: Diseasy Does It! or Chimp 'n' Pox                                        | Mr. Warburton    | 1998 |                                           | Scurtmetrajul a fost încorporat ca parte a serialului Nume de Cod: Clanul Nebunaticilor de Alături, al cărui stil artistic și personajul Profesorul XXXL au fost folosite.                   |
| King Crab: Space Crustacean                                                                   | Bill Wray        | 1999 |                                           | |
| Negrele aventuri ale lui Billy și Mandy: Billy și Mandy fac cunoștință cu Spintecătorul Negru | Maxwell Atoms    | 1999 |                                           | Câștigător al maratonului de pe Cartoon Network Big Pick în 2000 datorită votării. Pilot la Negrele aventuri ale lui Billy și Mandy. Difuzat și ca parte a premierei serialului Grim & Evil. |
| Foe Paws                                                                                      | Chris Savino     | 1999 |                                           | Difuzat pe Cartoon Network ca parte a maratonului Big Pick în 2000, ambele pierzând la Billy și Mandy datorită votării.                                                                      |
| Thrillseekers: Putt 'n' Perish                                                                | Debbi Cone       | 1999 |                                           | |
| Whatever Happened to Robot Jones?                                                             | Greg Miller      | 2000 |                                           | Difuzat pe Cartoon Network ca parte a maratonului Big Pick în 2000, pierzând la Billy și Mandy datorită voturilor. A devenit mai târziu pilotul pentru Ce s-a întâmplat cu... Robot Jones?.  |
| Uncle Gus: For the Love of Monkeys                                                            | Lincoln Peirce   | 2000 |                                           | Difuzat pe Cartoon Network ca parte a maratonului Big Pick în 2000, ambele pierzând la Billy și Mandy datorită votării.                                                                      |
| The Mansion Cat                                                                               |                  | 2001 | Turner Entertainment Co.                  | Prezentând Tom și Jerry. |

### Plimbări în parc tematic
| Titlu                                | An   | Coproducții                                                                      | Note |
| ------------------------------------ | ---- | -------------------------------------------------------------------------------- | --- |
| The Funtastic World of Hanna-Barbera | 1990 | Universal Studios Sullivan Bluth Studios Kurtz & Friends Rhythm and Hues Studios | Plimbare în parc tematic la Universal Studios Florida și Busch Gardens Williamsburg (închis în 2002 și închis în Crăciunul lui 2004). |

## Hanna-Barbera Classics Collection

### Lansări Warner Home Video

#### 2004
- The Flintstones: The Complete First Season (16 martie 2004)
- Scooby-Doo, Where Are You!: The Complete First and Second Seasons (16 martie 2004)
- The Jetsons: The Complete First Season (11 mai 2004)
- Jonny Quest: The Complete First Season (11 mai 2004)
- Wacky Races: The Complete Series (19 octombrie 2004)
- The Flintstones: The Complete Second Season (7 decembrie 2004)
- Top Cat: The Complete Series (7 decembrie 2004)

#### 2005
- The Flintstones: The Complete Third Season (22 martie 2005)
- The Best of the New Scooby-Doo Movies (22 martie 2005)
- Dastardly and Muttley in Their Flying Machines: The Complete Series (10 mai 2005)
- The Perils of Penelope Pitstop: The Complete Series (10 mai 2005)
- The Flintstones: The Complete Fourth Season (15 noiembrie 2005)
- The Huckleberry Hound Show: Volume 1 (15 noiembrie 2005)
- The Yogi Bear Show: The Complete Series (15 noiembrie 2005)

#### 2006
- The Flintstones: The Complete Fifth Season (7 martie 2006)
- The Scooby-Doo/Dynomutt Hour: The Complete Series (7 martie 2006)
- Magilla Gorilla: The Complete Series (15 august 2006)
- Hong Kong Phooey: The Complete Series (15 august 2006)
- The Flintstones: The Complete Sixth Season (5 septembrie 2006)

#### 2007
- Scooby-Doo, Where Are You!: The Complete Third Season (10 aprilie 2007)
- Wait Till Your Father Gets Home: The Complete First Season (5 iunie 2007)
- Space Ghost and Dino Boy: The Complete Series (17 iulie 2007)
- Birdman and the Galaxy Trio: The Complete Series (17 iulie 2007)
- Josie and the Pussycats: The Complete Series (18 septembrie 2007)

#### 2008
- The Smurfs: Season One, Volume 1 (26 februarie 2008)
- The Pebbles and Bamm-Bamm Show: The Complete Series (18 martie 2008)
- The Richie Rich/Scooby-Doo Show: Volume 1 (20 mai 2008)
- The Smurfs: Season One, Volume 2 (7 octombrie 2008)

#### 2009
- The Real Adventures of Jonny Quest: Season 1, Volume 1 (17 februarie 2009)
- The Jetsons: Season 2, Volume 1 (2 iunie 2009)

### Lansări Warner Archive

#### 2009
- Yogi's First Christmas (17 noiembrie 2009) (film TV)

#### 2010
- The 13 Ghosts of Scooby-Doo: The Complete Series (29 iunie 2010)
- The Pirates of Dark Water: The Complete Series (31 august 2010)
- Josie and the Pussycats in Outer Space: The Complete Series (19 octombrie 2010)
- The Addams Family: The Complete Series (19 octombrie 2010)
- The Funky Phantom: The Complete Series (26 octombrie 2010)
- Goober and the Ghost Chasers: The Complete Series (26 octombrie 2010)
- The Dukes: The Complete Series (7 decembrie 2010)
- Yogi and the Invasion of the Space Bears (7 decembrie 2010) (film TV)
- Yogi Bear and the Magical Flight of the Spruce Goose (7 decembrie 2010) (film TV)
- Yogi's Great Escape (7 decembrie 2010) (film TV)
- SWAT Kats: The Radical Squadron: The Complete Series (14 decembrie 2010)
- Thundarr the Barbarian: The Complete Series (17 decembrie 2010) (Ruby-Spears)

#### 2011
- Speed Buggy: The Complete Series (11 ianuarie 2011)
- Wheelie and the Chopper Bunch: The Complete Series (25 ianuarie 2011)
- Jabberjaw: The Complete Series (15 februarie 2011)
- The Space Kidettes / Young Samson (8 martie 2011)
- Valley of the Dinosaurs: The Complete Series (22 martie 2011)
- Chuck Norris: Karate Kommandos: The Complete Series (1 aprilie 2011) (Ruby-Spears)
- Frankenstein Jr. and The Impossibles: The Complete Series (26 aprilie 2011)
- Mister T: The Complete First Season (10 mai 2011) (Ruby-Spears)
- Challenge of the GoBots: The Original Miniseries (17 mai 2011)
- The Herculoids: The Complete Series (14 iunie 2011)
- The Jetsons Meet the Flintstones (14 iunie 2011) (film TV)
- Moby Dick and Mighty Mightor: The Complete Series (19 iulie 2011)
- Rockin' with Judy Jetson (9 august 2011) (film TV)
- The Good, the Bad, and Huckleberry Hound (9 august 2011) (film TV)
- Top Cat and the Beverly Hills Cats (9 august 2011) (film TV)
- Jonny Quest vs. The Cyber Insects (9 august 2011) (film TV)
- Jonny's Golden Quest (9 august 2011) (film TV)
- Dragon's Lair (20 septembrie 2011) (Ruby-Spears)
- A Flintstone Christmas Collection (27 septembrie 2011)
  - A Flintstone Christmas (special TV)
  - A Flintstone Family Christmas (special TV)
- The Jetsons: Season 2, Volume 2 (8 noiembrie 2011)

#### 2012
- Pac-Man: The Complete First Season (31 ianuarie 2012)
- The Real Adventures of Jonny Quest: Season 1, Volume 2 (27 martie 2012)
- Shazzan: The Complete Series (3 aprilie 2012)
- Inch High, Private Eye: The Complete Series (24 aprilie 2012)
- Sealab 2020: The Complete Series (22 mai 2012)
- The Amazing Chan and the Chan Clan: The Complete Series (19 iunie 2012)
- Hanna-Barbera Christmas Classics Collection (31 iulie 2012)
  - The Town Santa Forgot (TV special)
  - A Christmas Story (special TV)
  - Casper's First Christmas (special TV)
- Sky Commanders: The Complete Animated Series (28 august 2012)
- The Halloween Tree (28 august 2012) (film TV)
- Pac-Man: The Complete Second Season (11 septembrie 2012)
- Snorks: The Complete First Season (25 septembrie 2012)
- The Flintstones Prime-Time Specials Collection: Volume 1 (9 octombrie 2012)
  - The Flintstones Meet Rockula and Frankenstone (special TV)
  - The Flintstones: Little Big League (special TV)
- The Flintstones Prime-Time Specials Collection: Volume 2 (9 octombrie 2012)
  - The Flintstones' New Neighbors (special TV)
  - Fred's Final Fling (special TV)
  - Wind-Up Wilma (special TV)
  - Jogging Fever (special TV)
- I Yabba-Dabba Do! (9 octombrie 2012) (film TV)
- Hollyrock-a-Bye Baby (9 octombrie 2012) (film TV)

#### 2013
- Butch Cassidy and the Sundance Kids: The Complete Series (15 ianuarie 2013)
- The Completely Mental Misadventures of Ed Grimley: The Complete Series (29 ianuarie 2013)
- Yogi's Gang: The Complete Series (19 februarie 2013)
- Help!... It's the Hair Bear Bunch!: The Complete Series (12 martie 2013)
- The Roman Holidays: The Complete Series (23 aprilie 2013)
- Captain Caveman and the Teen Angels: The Complete Series (23 iulie 2013)[7]
- Casper's Halloween Special (1 octombrie 2013) (special TV)
  - The Thanksgiving That Almost Wasn't (special TV)
- Space Stars: The Complete Series (8 octombrie 2013)

#### 2014
- Jonny Quest: The Complete Eighties Adventures (8 aprilie 2014)
- Challenge of the GoBots: The Series, Volume 1 (6 mai 2014)
- The Jetsons: Season 3 (13 mai 2014)
- Loopy De Loop: The Complete Collection (9 septembrie 2014)
- Shirt Tales: The Complete Series (16 septembrie 2014)
- The Super Globetrotters: The Complete Series (28 octombrie 2014)

#### 2015
- Dumb and Dumber: The Complete Series (13 ianuarie 2015)
- Challenge of the GoBots: The Series, Volume 2 (10 martie 2015)
- Snorks: The Complete Second Season (7 iulie 2015)
- Centurions: Part 1 (21 iulie 2015) (Ruby-Spears)
- Clue Club: The Complete Animated Series (11 august 2015)
- Hanna-Barbera Specials Collection (15 septembrie 2015)
  - The Last of the Curlews (special TV)
  - Oliver and the Artful Dodger (special TV)
  - The Adventures of Robin Hoodnik (special TV)
  - The Three Musketeers (special TV)
  - Cyrano (special TV)
- Jack and the Beanstalk (15 septembrie 2015) (special TV)
- Atom Ant: The Complete Series (6 octombrie 2015)
- The Secret Squirrel Show: The Complete Series (3 noiembrie 2015)
- The Real Adventures of Jonny Quest: The Complete Second Season (10 noiembrie 2015)
- Galtar and the Golden Lance: The Complete Series (10 noiembrie 2015)

#### 2016
- Centurions: Part 2 (15 martie 2016) (Ruby-Spears)
- Devlin: The Complete Series (24 mai 2016)
- The New Adventures of Huckleberry Finn: The Complete Series (28 iunie 2016)
- Where's Huddles?: The Complete Series (26 iulie 2016)
- The Kwicky Koala Show: The Complete Series (11 octombrie 2016)
- The Peter Potamus Show: The Complete Series (1 noiembrie 2016)
- Snorks: The Complete Third and Fourth Seasons (6 decembrie 2016)

#### 2017
- Top Cat: The Complete Series (10 ianuarie 2017) (relansare)
- Wacky Races: The Complete Series (14 februarie 2017) (relansare)
- Monchhichis: The Complete Series (18 aprilie 2017)
- Dink, the Little Dinosaur: The Complete Series (10 octombrie 2017) (Ruby-Spears)
- Space Ghost and Dino Boy: The Complete Series (5 decembrie 2017) (relansare)
- Birdman and the Galaxy Trio: The Complete Series (5 decembrie 2017) (relansare)

#### 2018
- Scooby-Doo, Where Are You!: The Complete Series (13 februarie 2018)
- The Biskitts: The Complete Series (20 februarie 2018)
- 2 Stupid Dogs/Super Secret Secret Squirrel: Volume 1 (14 august 2018)

#### 2019
- Paw Paws: The Complete Series (9 aprilie 2019)
- The Best of The New Scooby-Doo Movies: The Lost Episodes (4 iunie 2019)
- The New Scooby-Doo Movies: The (Almost) Complete Collection (4 iunie 2019)
- Wally Gator: The Complete Series (25 iunie 2019)
- Lippy the Lion & Hardy Har Har: The Complete Series (9 iulie 2019)
- Tom and Jerry Spotlight Collection: Vol. 1–3 (15 octombrie 2019)

#### 2020
- Paddington Bear: The Complete Series (31 iulie 2020)
- The Flintstones: 2 Movies and 5 Specials (4 august 2020)

### Hanna-Barbera Diamond Collection

#### 2017
- The Flintstones: The Complete First Season (23 mai 2017) (relansare)
- The Jetsons: The Complete First Season (23 mai 2017) (relansare)
- Scooby-Doo, Where Are You!: The Complete First and Second Seasons (23 mai 2017) (relansare)
- Dastardly and Muttley in Their Flying Machines: The Complete Series (6 iunie 2017) (relansare)
- Hong Kong Phooey: The Complete Series (6 iunie 2017) (relansare)
- The Huckleberry Hound Show: Season 1, Volume 1 (6 iunie 2017) (relansare)
- Jonny Quest: The Complete First Season (6 iunie 2017) (relansare)
- Magilla Gorilla: The Complete Series (6 iunie 2017) (relansare)
- The Perils of Penelope Pitstop: The Complete Series (6 iunie 2017) (relansare)
- Scooby-Doo, Where Are You!: The Complete Third Season (6 iunie 2017) (relansare)
- The Best of The New Scooby-Doo Movies (6 iunie 2017) (relansare)
- Top Cat: The Complete Series (6 iunie 2017) (relansare)
- Wacky Races: The Complete Series (6 iunie 2017) (relansare)
- The Yogi Bear Show: The Complete Series (6 iunie 2017) (relansare)
- Josie and the Pussycats: The Complete Series (20 iunie 2017) (relansare)
- The Pebbles and Bamm-Bamm Show: The Complete Series (20 iunie 2017) (relansare)
- The Smurfs: The First Season (20 iunie 2017) (relansare)
- Tom and Jerry Spotlight Collection: Volume 2 (3 octombrie 2017) (relansare) (MGM Cartoons)
- Tom and Jerry Spotlight Collection: Volume 3 (3 octombrie 2017) (relansare) (MGM Cartoons)
- The Flintstones: The Complete Second Season (3 octombrie 2017) (relansare)
- The Flintstones: The Complete Third Season (3 octombrie 2017) (relansare)
- The Flintstones: The Complete Fourth Season (3 octombrie 2017) (relansare)
- The Flintstones: The Complete Fifth Season (3 octombrie 2017) (relansare)
- The Flintstones: The Complete Sixth Season (3 octombrie 2017) (relansare)
- The Scooby-Doo/Dynomutt Hour: The Complete Series (3 octombrie 2017) (relansare)
- The Richie Rich/Scooby-Doo Show: Volume 1 (3 octombrie 2017) (relansare)
- Hanna-Barbera Diamond Collection 4-Pack (5 decembrie 2017)

#### 2018
- The Flintstones: The Complete Series (13 februarie 2018) (relansare)

#### 2020
- The Jetsons: The Complete Series (13 octombrie 2020)

### Lansări Blu-ray

#### 2019
- The New Scooby-Doo Movies: The (Almost) Complete Collection (4 iunie 2019)
- Jonny Quest: The Complete Series (11 iunie 2019)
- Scooby-Doo, Where Are You!: The Complete Series (3 septembrie 2019)
- The Jetsons: The Complete Original Series (10 septembrie 2019)

#### 2020
- The Flintstones: The Complete Series (13 octombrie 2020)
- Space Ghost & Dino Boy: The Complete Series (13 octombrie 2020)
- Josie and the Pussycats: The Complete Series (3 noiembrie 2020)

#### 2021
- Thundarr the Barbarian: The Complete Series (6 aprilie 2021) (Ruby-Spears)[8]
- Josie and the Pussycats in Outer Space: The Complete Series (13 aprilie 2021)
- The Herculoids: The Complete Original Series (27 iulie 2021)

#### 2022
- Scooby-Doo, Where Are You!: The Complete Series (1 martie 2022) (relansare)

#### 2023
- Hey There, It's Yogi Bear! (30 mai 2023) (film) (relansare)

#### 2024
- Hanna-Barbera Superstars 10 (20 februarie 2024) (serie de film)
  - Yogi's Great Escape
  - Scooby-Doo Meets the Boo Brothers
  - The Jetsons Meet the Flintstones
  - Yogi Bear and the Magical Flight of the Spruce Goose
  - Top Cat and the Beverly Hills Cats
  - The Good, the Bad, and Huckleberry Hound
  - Rockin' with Judy Jetson
  - Scooby-Doo and the Ghoul School
  - Scooby-Doo and the Reluctant Werewolf
  - Yogi and the Invasion of the Space Bears
- Top Cat: The Complete Series (17 septembrie 2024)[9]
- Jonny's Golden Quest/Jonny Quest vs. the Cyber-Insects (September 24, 2024)[10]

#### 2025
- Wait Till Your Father Gets Home: The Complete Series (28 ianuarie 2025)[11]
- Frankenstein Jr. and The Impossibles: The Complete Series (28 ianuarie 2025)[12]
- Tom and Jerry: The Complete CinemaScope Collection (11 februarie 2025)[13]